# Rumänische Revolution 1989
Die rumänische Revolution von 1989 war eine Kette von Demonstrationen, Unruhen und blutigen Kämpfen, die vom 16. bis zum 27. Dezember 1989 in Timișoara, Bukarest und anderen rumänischen Städten stattfand. Sie führte zum Sturz und zur Hinrichtung des rumänischen Diktators Nicolae Ceaușescu und seiner Frau Elena Ceaușescu und zum Ende des realsozialistischen Systems in Rumänien.

## Vorgeschichte

### Die Ära Ceaușescu

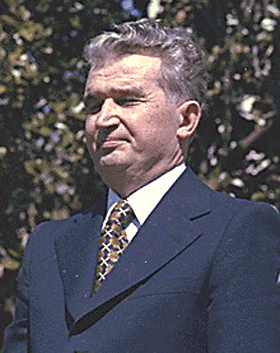
Nicolae Ceaușescu, 1978

Flagge der PCR, seit der Revolution 1989 verboten

Nach seinem Machtantritt im Jahr 1965 erfreute sich Nicolae Ceaușescu zunächst einer beträchtlichen Popularität in Rumänien. Er setzte die von seinem Vorgänger Gheorghiu-Dej begonnene Politik einer vorsichtigen Abgrenzung von der Sowjetunion fort, was in der Nichtteilnahme an der Invasion des Warschauer Paktes in der ČSSR 1968 (Prager Frühling) gipfelte. Rumänien öffnete sich für westliche Touristen und Investoren, nahm diplomatische Beziehungen zur Bundesrepublik Deutschland auf und wurde als erster Warschauer-Pakt-Staat Mitglied des IWF und der Weltbank.
Seiner innerparteilichen Konkurrenten entledigte sich Ceaușescu bereits in den 1960er Jahren mit einer vorgeblichen Entstalinisierungskampagne, in der er seine eigene Beteiligung am Stalinismus der 1950er Jahre verschwieg, in denen er im Zentralkomitee der Rumänischen Kommunistischen Partei (PCR) für Organisation zuständig war. Seine scheinbar liberale Politik entzog einer möglichen Opposition die Themen. Das änderte sich schlagartig nach einem Besuch in der VR China und in Nordkorea 1971. In seinen „Julithesen“ proklamierte er eine Laienkunstbewegung („Preis Dir, Rumänien!“), die zur Grundlage eines Personenkults wurde, der zunehmend auch seine Frau Elena umfasste. Damit stellte er Künstler und Intellektuelle ruhig. Ein Jahr später wurde die „Kaderrotation“ eingeführt, die verhinderte, dass andere KP-Funktionäre sich eine Hausmacht aufbauen konnten. Nur Mitglieder der Familie Ceaușescu waren ausgenommen. 1974 ließ er sich zum Staatspräsidenten ernennen, dessen Dekrete Gesetzeskraft hatten – einmalig in sozialistischen Ländern. Ferner war er Oberbefehlshaber der Armata Română (Rumänische Armee). Die PCR, die 1987 3,6 Mio. Mitglieder hatte, wurde zum reinen Ausführungsorgan der Befehle Ceaușescus, Politik wurde in ihr nicht mehr betrieben. Rumänien wurde ein Polizeistaat.
Wichtigste Stütze der Macht war die Geheimpolizei Securitate, in deren Führung auch ein Bruder Ceaușescus arbeitete: er leitete die Spezialschule der Securitate in Băneasa bei Bukarest. Obgleich ihre Abhörzentrale in Bukarest zu dieser Zeit zu den modernsten der Welt zählte, war kein Anschluss an das internationale Selbstwählnetz vorhanden – was eine Kommunikation mit dem Ausland erheblich erschwerte. Am Ende der Ceaușescu-Zeit beschäftigte sie 14.259 hauptamtliche Mitarbeiter und zwischen 400.000 und 700.000 Informanten. Viele Securitate-Offiziere übten einen bürgerlichen Beruf aus. Dadurch war die Securitate in allen Bereichen der Gesellschaft präsent.
Dissidenten wurden in Rumänien meist nicht wegen politischer Delikte angeklagt, sondern in psychiatrische Kliniken eingewiesen, in denen menschenunwürdige Zustände herrschten. Dies machte es Menschenrechtsorganisationen sehr schwer, politische Verfolgung aufzudecken und anzuklagen. Intellektueller Opposition begegnete das Regime zunächst oft, indem es den Beteiligten die Ausreise anbot. So wurde eine Oppositionsbewegung, die sich 1977 um den Schriftsteller Paul Goma formierte, zerschlagen, auch der „Aktionsgruppe Banat“ um die deutschsprachigen Schriftsteller Richard Wagner und William Totok wurde dieses Angebot gemacht. Gingen sie darauf nicht ein, wurden sie unter Hausarrest gestellt, von der Securitate verhört und misshandelt. Mit härteren Mitteln bekämpfte das Regime Opposition in der Arbeiterschaft. Einem Streik von etwa 10.000 Bergarbeitern im Jiu-Tal 1977 begegnete Ceaușescu, der persönlich zu den Arbeitern sprach, zunächst mit ökonomischen Zugeständnissen; die 20 Anführer wurden jedoch kurz danach verhaftet und verschwanden teilweise spurlos, andere wurden unter Hausarrest gestellt; viele beteiligte Bergarbeiterfamilien wurden in andere Landesteile umgesiedelt und durch „politisch zuverlässige“ Arbeiter ersetzt, die für die Securitate arbeiteten. Mehrere Versuche zur Gründung freier Gewerkschaften, wie zum Beispiel die SLOMR, wurden schon im Ansatz zerschlagen.

### Verelendung der Bevölkerung

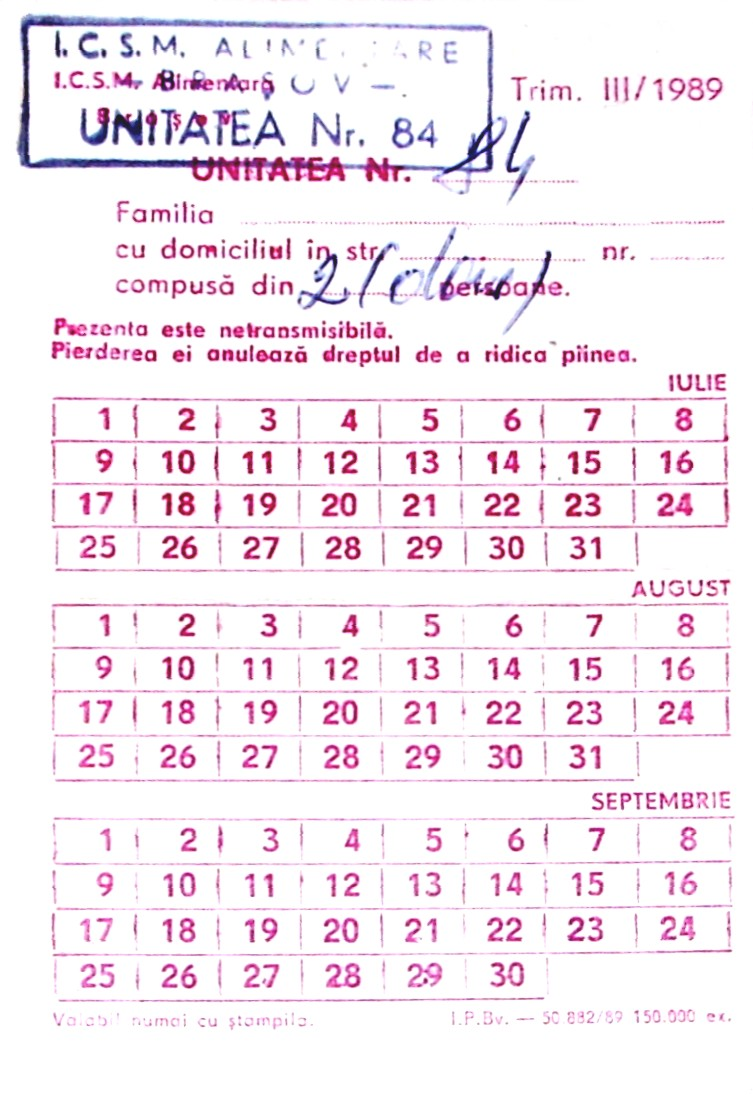
Rumänische Lebensmittelkarte für Brot, 1989
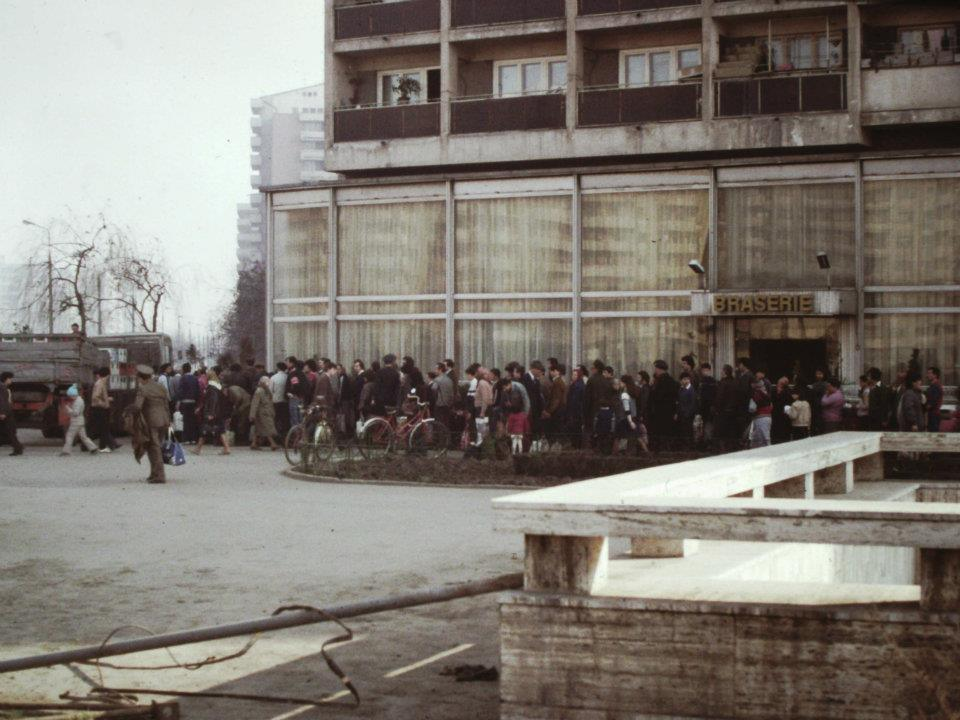
Warteschlange für Speiseöl, 1986
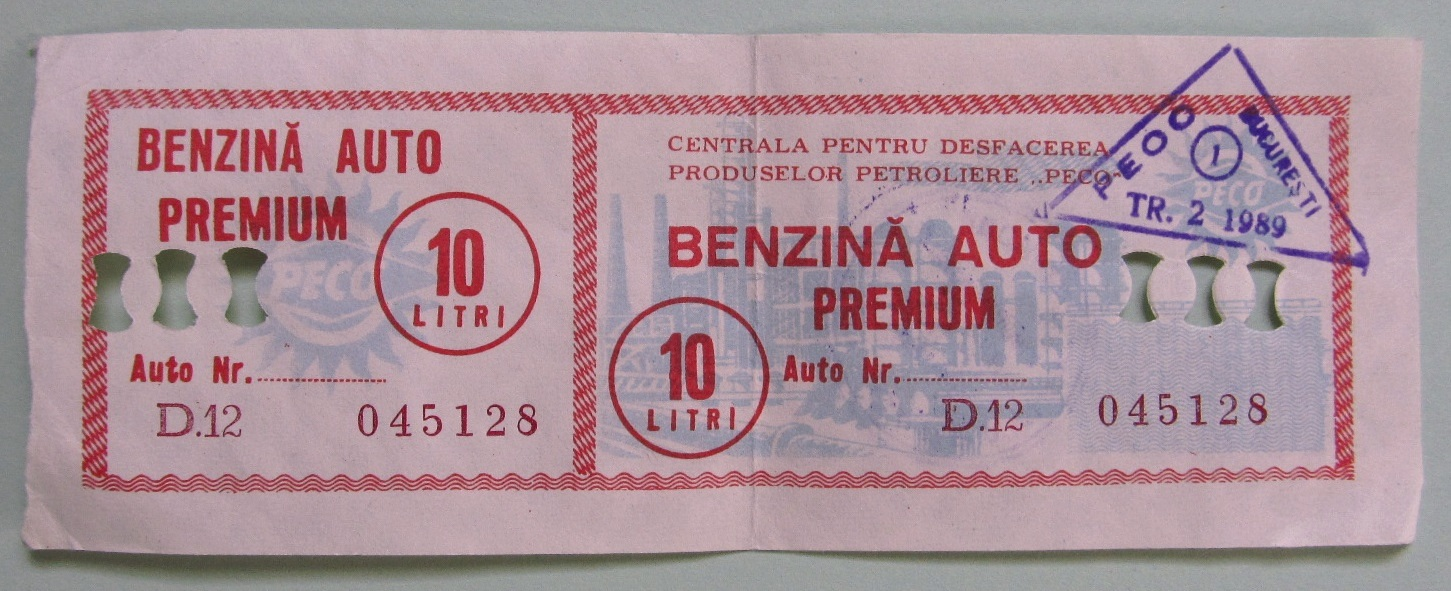
Benzinbon für Auslandstouristen, 1980er Jahre
Demografie Rumäniens
Großprojekt der 1980er Jahre: „Haus des Volkes“, heute Parlamentspalast

In den 1970er-Jahren nahm Ceaușescu ein ehrgeiziges, kreditfinanziertes Industrialisierungsprogramm in Angriff. Die Wirtschaft des realsozialistischen Rumäniens war zur damaligen Zeit von starken strukturellen Ungleichgewichten geprägt, wobei der Schwerindustrie Vorrang gegeben wurde, was jedoch nicht mit den zur Verfügung stehenden Energie- und Rohstoffmengen des Landes in Einklang stand. Die rumänischen Industrieprodukte fanden auf dem Weltmarkt kaum Abnehmer, und die notwendigen Energieimporte verschlechterten die rumänische Zahlungsbilanz. Diese Umstände führten zu einer Verdopplung der Staatsverschuldung Rumäniens während der Ölkrise zwischen 1979 und 1981, sodass Rumänien 1982 seine Zahlungsunfähigkeit erklären musste. Zum Abbau der Schulden wurden Importe rigoros beschränkt, die Überalterung der Industrie und des Ausrüstungsbestandes akzeptiert, sowie Exporte gleichzeitig forciert. Ende 1989 hatte das Land seine Auslandsschulden von ehemals 6,9 Milliarden US-Dollar getilgt, jedoch hatte die einhergehende Austeritätspolitik schwerwiegende, an Hungersnöte grenzende Versorgungsprobleme sowie massive Verelendungstendenzen großer Teile der Bevölkerung mit sich gebracht. Zur Erreichung der Ziele hatte Ceauşescu von der Bevölkerung „Hingabe und Opferbereitschaft“ gefordert.
Die Versorgungssituation verschlechterte sich seit 1980 von Jahr zu Jahr. Im Sommer 1981 stand in den Westkarpaten vorübergehend kein Brot und wochenlang kein Maismehl zur Verfügung, in anderen Gebieten über Wochen oder Monate keine Eier oder Haferflocken; Milchprodukte und Käse waren rar; Butter und Speiseöl kamen selten, Reis und Kartoffeln unregelmäßig in die Geschäfte, oft standen die Regale leer; Fleisch war kaum verfügbar. Ab 1981 propagierte die Staatsführung verstärkt die „Wissenschaftliche Ernährung“ (rum.: Alimentaţia raţională); ein Konzept, das politisch schon 1975 beschlossen worden war und das Ziel hatte, die Bevölkerung zu einer normierten Ernährung „in Abhängigkeit von Alter, Geschlecht, physischer Anstrengung und physischem Zustand“ zu erziehen. Hierzu wurde eine genaue Aufschlüsselung formuliert, wie viel Nahrungsenergie, Proteine und Mineralien für welches Alter „wissenschaftlich“ notwendig seien. Bereits im Jahr 1980 gab es in einzelnen Regionen Lebensmittelrationierungen. Lebensmittelkarten für Güter des täglichen Bedarfs wurden großflächig im Sommer 1981 eingeführt, zudem wurden Strom und Benzin streng rationiert. Zur Stärkung des Personenkults um seine Person ließ sich Ceauşescu selbst bei der unpopulären Rationierung von Lebensmitteln als alleiniger Urheber und Ideengeber feiern.
Verkäufer wurden angewiesen, die rationierten Produkte nur Bürgern zu verkaufen, die ihren Wohnsitz oder Arbeitsplatz in der entsprechenden Gegend hatten. Mit sechs Monaten bis zu fünf Jahren Haft wurde bestraft, wer Öl, Zucker, Mehl, Reis, Kaffee und andere haltbare Nahrungsmittel über den monatlichen Familienbedarf hinaus einkaufte. Das „Schlangestehen“ war zum Bestandteil der täglichen Lebensführung geworden, zusätzlich wurde die Bevölkerung durch den nicht ausreichend funktionierenden Rationierungsmechanismus gezwungen, sich über informelle Kanäle mit den notwendigen Gütern zu versorgen. Der Spiegel beschrieb die Situation 1985:

„Auch die ohnehin karge Versorgung mit Lebensmitteln hat sich seit Herbstbeginn katastrophal verschlechtert. Vor den Geschäften stehen lange Käuferschlangen um die kümmerlichen Waren an – meist warten sie vergebens. Fleisch gibt es nur noch für die in der Produktion Beschäftigten; Zucker, Butter, Pflanzenöl, Kaffee und Mehl sind knapp. In den Läden der Provinz liegen oft nur welke Kohlköpfe und faulige Kartoffeln in den Regalen […] Aber auch gegen den Mangel an Lebensmitteln hat Ceausescu […] seine eigenen Rezepte. In einer Fernsehansprache stellte er fest, es gebe gar keine Versorgungsmängel, sondern nur falsche Ernährungsgewohnheiten. Um fit zu bleiben […] reichten täglich 2800 Kalorien aus; Waldbeeren und Wurzeln seien ohnehin viel bekömmlicher als Fleisch und Brot. Immerhin rief er sein Volk dazu auf, in Haus und Garten, notfalls auch auf dem Balkon, als Ergänzung der vegetarischen Speisenkarte Tauben und anderes Nutzvieh zu halten.“

In der rumänischen Bevölkerung etablierte sich in den 1970/1980er Jahren die amerikanische Zigarettenmarke Kent als zweite, inoffizielle Währung als bevorzugtes Mittel für Tauschgeschäfte. Außer in Bukarest und an der Schwarzmeerküste wurde das Benzin ab 1982 für die Autos der Bevölkerung rationiert. Die Ration von 60 Liter Benzin pro Auto im Monat wurde bis auf 20 Liter reduziert. Auch für kleine Rationen musste unter Umständen tagelang angestanden werden. Kreisfremden Autos wurde eine Ration von 5 Liter Benzin pro Tankstelle zugeteilt. Für Auslandstouristen galten diese Beschränkungen nicht, solange sie für Benzinbons mit Devisen bezahlten.
Die Temperatur in den fernbeheizten Wohnungen wurde im Winter auf 12 °C gedrosselt, manchmal wurde tagelang gar nicht geheizt. Pro Haushalt durfte nur eine 25-Watt-Glühbirne eingesetzt werden, Stromausfälle gehörten zum Alltag. Ein Auto besaßen lediglich 5 Prozent der rumänischen Bevölkerung, 7,6 Prozent einen Staubsauger, 14,7 Prozent eine Waschmaschine und 19,6 Prozent einen Kühlschrank.
Die Säuglingssterblichkeit war 1989 mit 2,69 Prozent die höchste Europas, der Durchschnitt lag bei 0,98 Prozent. In den rumänischen Waisenhäusern, zum Beispiel im Kinderheim Cighid bei Oradea, wurden behinderte und ungewollte Kinder als Folgen des Dekretes 770 unter unwürdigsten Bedingungen schlimmer als Vieh gehalten, zusätzlich bestand das Phänomen der Straßenkinder in Rumänien. Das Fernsehprogramm wurde wochentags auf zwei Stunden verkürzt.
Ungeachtet der verzweifelten Lage der Bevölkerung nahm Ceaușescu neue Großprojekte in Angriff, die die Wirtschaftskraft des Landes völlig überforderten. 1984 wurde der Donau-Schwarzmeer-Kanal eingeweiht. Das wichtigste Bauprojekt war der heutige Parlamentspalast, das größte zusammenhängende Gebäude Europas. Das Baumaterial sollte ausschließlich aus Rumänien stammen. Auf den Palast führte eine dreieinhalb Kilometer lange, von Wohnbauten für die Funktionärsoligarchie gesäumte Straße zu (Bulevardul Unirii), vor dem Palast war Platz für eine Versammlung von einer Million Menschen, zu denen Ceaușescu vom Balkon aus sprechen wollte. Die Wohnungen waren bis 1989 jedoch nur Fassadenbau, das heißt auf der Rückseite sah man nur die Betonpfeiler. Es entstand bis dahin nur ein Geisterviertel. Für das Ensemble wurden die Bukarester Stadtviertel Uranus, Antim und Rahova abgerissen, das aus dem 18. Jahrhundert stammende kunsthistorisch wertvolle Văcărești-Kloster und andere Kirchen wurden dem Erdboden gleichgemacht. Durchgeführt wurden die Bauarbeiten meist von der Armee.
Trotz der innenpolitischen Zustände in Rumänien wurde Ceaușescu aufgrund seines scheinbar UdSSR-kritischen außenpolitischen Kurses noch bis Mitte der 80er Jahre von westlichen Politikern unterstützt. 1983 besuchte ihn der damalige US-Vizepräsident George Bush, 1985 reiste das spanische Königspaar nach Rumänien. Von 1980 bis 1982 erhielt er Einladungen zu Staatsbesuchen in Frankreich, Schweden, Dänemark, Norwegen und Österreich; das letzte westliche Land, das er besuchte, war 1984 die Bundesrepublik Deutschland. Lediglich die grüne Politikerin Petra Kelly sorgte hierbei für Verstimmung, indem sie Ceaușescu bei einem Bankett in Schloss Brühl eine Broschüre von Amnesty International zur Menschenrechtslage in Rumänien überreichte.
Zu internationalen Protesten führte erst das Programm zur Systematisierung der Dörfer, das Ceaușescu nach längeren Planungen 1988 in Angriff nahm. Es sah vor, von etwa 13.000 rumänischen Dörfern 6.500 zu schleifen und die Bewohner in „agro-industrielle Zentren“ umzusiedeln. In der Nähe Bukarests wurden die ersten dieser Zentren noch 1989 fertiggestellt. Die Wohnungen bestanden aus zwei Zimmern und einer vier Quadratmeter großen Küche ohne Wasserleitung, die sich mindestens sechs Personen teilen mussten, weil jede Familie mindestens vier Kinder haben sollte. Ein Badezimmer gab es nicht, im Hof befand sich das einzige WC des Wohnblocks. Im Erdgeschoss wohnte der für den Block zuständige Beamte der Miliz. Er weckte die Bewohner am Morgen auf, verteilte Spaten, Sensen und Heugabeln, begleitete sie zur Feldarbeit und schloss abends die Haustür ab. Zur Mittagszeit wurde aus Kanistern das gemeinsame LPG-Essen verteilt, die Miliz hatte eine gesonderte Kantine.

### Fehlende Opposition
Die innenpolitische Repression wurde im Rumänien der 80er Jahre weiter verschärft. Seit März 1984 musste jede Schreibmaschine bei der Polizei registriert und jedes Jahr eine neue Schriftprobe hinterlegt werden. Mit dem „Dekret Nr. 408“ vom Dezember 1985 wurden die rumänischen Staatsbürger verpflichtet, jedes Gespräch mit einem Ausländer innerhalb von 24 Stunden bei den Sicherheitsbehörden zu melden. Die private Beherbergung ausländischer Gäste war schon früher verboten worden, was besonders die Minderheiten traf. Auch die Durchsetzung des seit 1966 bestehenden Verbots der Abtreibung wurde durch gynäkologische Zwangsuntersuchungen in den Betrieben rigoros überwacht. Die Betriebsärzte erhielten ihr Gehalt nur zu 100 Prozent ausgezahlt, wenn eine bestimmte „Schwangerschaftsquote“ erfüllt war. Bei illegalen Abtreibungsversuchen verloren zwischen 1966 und 1989 rund 11.000 Frauen ihr Leben.

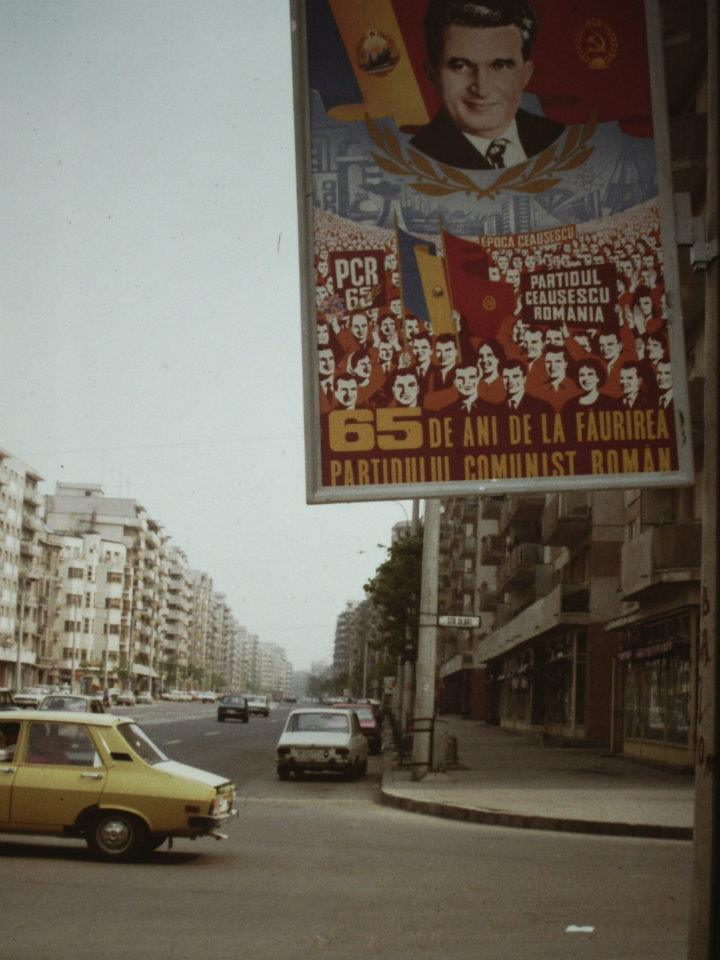
Propagandabild auf den Straßen Bukarests im Jahr 1986. Bildunterschrift: „65 Jahre seit der Gründung der Kommunistischen Partei Rumäniens“.

Trotzdem formierte sich kein organisierter Widerstand gegen das kommunistische Regime. Alle Ansätze hierzu wurden von der Securitate zerschlagen, die Beteiligten verhaftet, unter Hausarrest gestellt, gefoltert und zur Auswanderung gedrängt. 1982 gaben einige Angehörige der ungarischen Minderheit in Oradea die Untergrundzeitschrift „Ellenpontok“ (ungarisch: Kontrapunkte) heraus: Geza Szöcs, Attila Ara-Kovacs, Karoly und Ilona Toth. Nach einigen Ausgaben wurde die Gruppe aufgespürt und zerschlagen. Länger halten konnte sich die in Bukarest erscheinende Zeitschrift „Luneta“ (rumänisch: Fernrohr). Sie erschien nur unregelmäßig und wurde von Bukarester Buchdruckern hergestellt, die die benötigten Lettern einzeln aus Druckereien herausschmuggelten. Der Bukarester Ingenieur Radu Filipescu fuhr 1983 nachts mit einem Motorrad durch die Straßen der Hauptstadt und warf Flugblätter in die Briefkästen, in denen er zum Sturz Ceaușescus aufforderte. Sein Protest blieb jedoch folgenlos, genauso wie die kritischen Äußerungen von Hochschullehrern und Schriftstellern wie Doina Cornea, die die „Dorfsystematisierung“ kritisierte, Dan Deșliu, der aus Protest gegen den Personenkult auf Veröffentlichungen verzichtete, Mircea Dinescu oder Dorin Tudoran, der einen „Hofdichter“ Ceaușescus des Plagiats überführte, und anderer im Ausland bekannter Intellektueller. Sie erhielten Veröffentlichungsverbot, wurden unter Hausarrest gestellt und häufig verhaftet und verhört. Weniger prominente Menschen, die der Securitate auffällig wurden, verschwanden einfach spurlos oder wurden wegen krimineller Delikte verurteilt.
Das herrschende Elend, verbunden mit allumfassender Korruption in Rumänien (bestochen werden mussten Ärzte, Lehrer, Miliz, Securitate, Verkäufer, Parteifunktionäre und Pfarrer) und dem unüberschaubaren Gestrüpp von Dekreten und Gesetzen, zwang fast jeden aus physischer Überlebensnotwendigkeit in die Illegalität. Dadurch wurden die Menschen erpressbar. Solidarität gegen die kommunistische Diktatur konnte so nicht entstehen. Hinzu kamen die Kontrolle der Medien und die Schwierigkeit der Kontaktaufnahme mit dem Ausland. 1987 wurde ein Aufstand von Arbeitern in Brașov mit Gewalt unterdrückt. Als der in Rumänien meistgehörte Rundfunksender, Radio Free Europe, davon erfuhr, war es für ein Überspringen der Unruhen auf andere Städte bereits zu spät.
Die Intellektuellen, die gegen das Ceaușescu-Regime protestierten, blieben isoliert. Die Mehrzahl der Schriftsteller, aber auch die Führungen der orthodoxen Kirche und der bei den Minderheiten stark vertretenen protestantischen Kirchen kollaborierten mit dem Regime. Angehörige der deutschen Minderheit konnten, wenn sie Glück hatten, gegen Bestechungsgelder von bis zu 15.000 DM das Land als Aussiedler legal verlassen. Mit dem Freikauf von Rumäniendeutschen durch die deutsche Bundesregierung wurde zwischen 1967 und 1989 unter dem Decknamen Geheimsache Kanal die Ausreise von 226.654 Rumäniendeutschen aus Rumänien in die Bundesrepublik Deutschland erwirkt. Die Höhe der Zahlungen für das sogenannte Kopfgeld wird auf über 1 Milliarde DM geschätzt. Allen anderen blieb nur die Flucht. Häufig wurde versucht, über die Donau nach Jugoslawien zu schwimmen, das als einziges Nachbarland kein Auslieferungsabkommen mit Rumänien hatte. Auch die Flucht nach Ungarn nahm zu, obwohl die rumänischen Grenztruppen ständigen Schießbefehl hatten. Im Jahr 1986 wurden an der rumänischen Westgrenze 2800 Fluchtversuche registriert, von denen 1800 erfolgreich waren. Einige Monate vor der Revolution wurden die Grenztruppen wie die Securitate dem Innenministerium unterstellt. Dessen bewaffnete Einheiten (Miliz, Securitate, „Anti-Terror-Einheiten“ (USLA)) unterstanden Ceaușescu direkt und hatten dieselbe Anzahl wie die reguläre Mannschaftsstärke der Armee, der Ceaușescu misstraute. In Timișoara gab es 3000 Mitglieder einer Spezialeinheit, die mit Maschinenpistolen, Panzerwagen, Granatwerfern (AG-7), Tränengasgranaten, Pistolen, Schilden, Schutzhelmen, elektrisch geladenen Gummiknüppeln und Schäferhunden ausgerüstet waren.

## Die Revolution

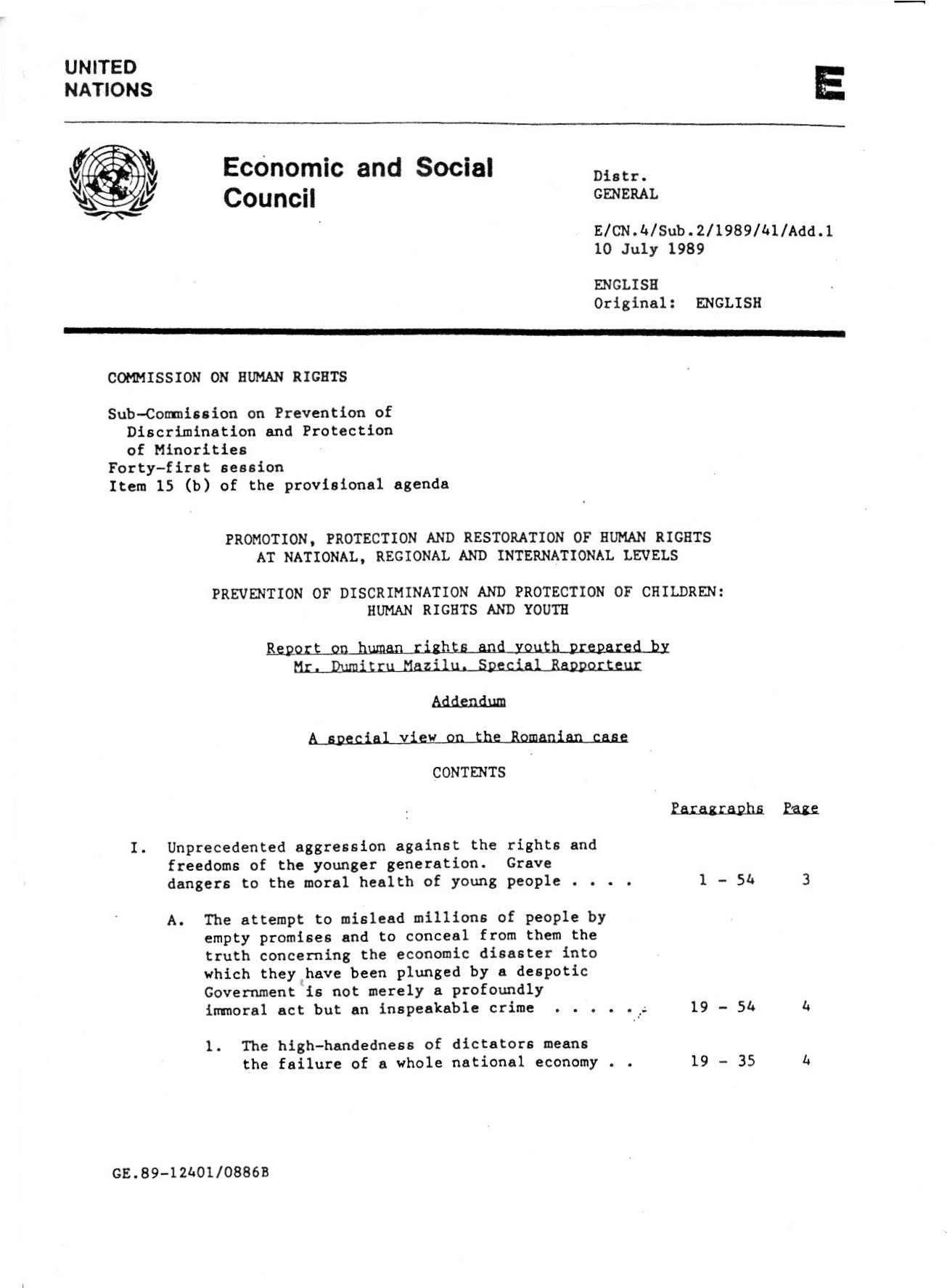
Bericht über die Menschenrechte und Jugend in Rumänien von Dumitru Mazilu; ein UNO-Dokument

Die Revolutionen im Jahr 1989 hatten auch auf Rumänien ihre Auswirkungen. Kritische Intellektuelle wandten sich verstärkt in Interviews und offenen Briefen an die westliche Öffentlichkeit. Großes Aufsehen erregte ein am 10. März 1989 von der New York Times veröffentlichter offener Brief an Ceaușescu von sechs Altkommunisten, darunter der frühere Präsident der UNO-Vollversammlung, Corneliu Mănescu. Autor des Briefes war der spätere „Chefideologe“ der „Front zur Nationalen Rettung“, Silviu Brucan. Er erhob schwere Vorwürfe gegen Ceaușescus Politik. Die Unterzeichner, mit denen sich Brucan nur mündlich abgestimmt hatte, erhielten Hausarrest. Ein anderer Altkommunist, dem auch Zusammenarbeit mit der Securitate vorgeworfen wurde, Dumitru Mazilu, schmuggelte im August 1989 einen Bericht über die Lage der rumänischen Jugend aus dem Land, der als UNO-Dokument veröffentlicht wurde. Er und seine Familie wurden daraufhin mit dem Tod bedroht. Im Vorfeld des 14. Parteitags der Rumänischen Kommunistischen Partei, der Ende November in Bukarest stattfand, tauchte ein mit „Front zur Nationalen Rettung“ unterschriebenes Dokument auf, das die Parteitagsdelegierten zur Abwahl Ceaușescus und zur Rekonstruktion der PCR aufforderte. Die „Rettungsfront“, die nach dem Umsturz die Regierung übernahm, distanzierte sich von diesem Dokument. Das Ausland ging zum Ceaușescu-Regime auf Distanz, Dänemark, Norwegen und Portugal beriefen ihre Botschafter aus Rumänien ab. Noch blieb die Lage in Rumänien jedoch ruhig. Das änderte sich erst am 15. Dezember 1989.

### Timișoara
In Timișoara, deutsch Temeswar, der drittgrößten Stadt Rumäniens und größten Metropole des Banats, war es schon im November 1989 zweimal zu Unruhen gekommen, die jedoch sofort niedergeschlagen wurden. Die Fernsehprogramme Ungarns und Jugoslawiens konnten in Timișoara empfangen werden und wurden von Teilen der Bevölkerung, besonders innerhalb der ungarischen und serbischen Minderheiten, auch verstanden. Die Deutschen waren durch verwandtschaftliche Beziehungen über die Revolutionen in Osteuropa informiert. Das Zusammenleben der Ethnien war im Banat, anders als in Siebenbürgen, weitgehend spannungsfrei. 1986 wurde hier der Geistliche László Tőkés Pfarrer der ungarischen reformierten Gemeinde.

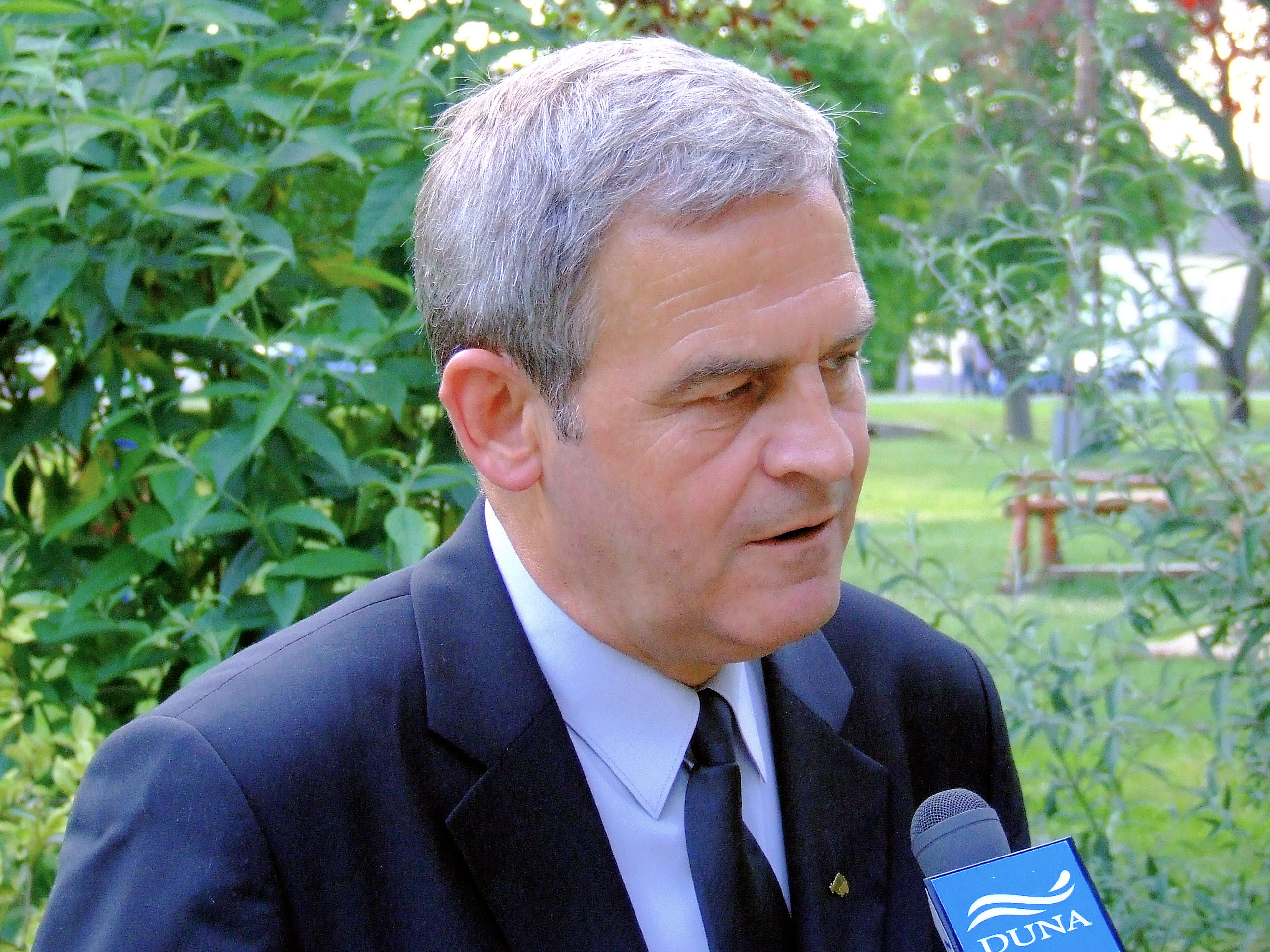
László Tőkés im Interview 2007

In seinen Predigten übte er eine kaum verhohlene Kritik an den Zuständen in Rumänien. Deshalb wurden sie zunehmend auch von Angehörigen anderer Konfessionen und Ethnien besucht, durchschnittlich nahmen im Jahr 1989 600 Menschen an jeder seiner Andachten teil. Sein vorgesetzter Bischof László Papp wollte ihn deshalb am 1. Mai 1989 in das Dorf Mineu in Nordsiebenbürgen versetzen. Dies stand im Widerspruch zum reformierten Kirchenrecht, wonach das Presbyterium einer Gemeinde den Pfarrer selbst wählen darf. Das Presbyterium von Timișoara wollte Tőkés behalten und dieser weigerte sich, der Anordnung Folge zu leisten. Die Mitglieder des Presbyteriums wurden von der Securitate unter Druck gesetzt und Bischof Papp enthob Tőkés am 31. August wegen „Predigten gegen die Staatsinteressen“ seines Amtes. Tőkés übte sein Amt aber weiter aus. Am 20. Oktober erging auf Antrag der reformierten Kirche ein Gerichtsurteil, wonach Tőkés seine Pfarrwohnung verlassen sollte. Am 2. November wurde Tőkés von maskierten Securisten in seiner Wohnung überfallen und verletzt, anwesenden Freunden gelang es jedoch, die Angreifer in die Flucht zu schlagen. Am 28. November erging der Beschluss, ihn am 15. Dezember zu deportieren. Am 13. Dezember wurde der Wachtposten der Miliz vor Tőkés’ Haus abgezogen. Tőkés machte in der Reformierten Kirche an der Maria die ihm drohende Maßnahme bekannt und rief die Anwesenden auf, Zeugen seiner Zwangsräumung zu werden. Nach der Bekanntgabe des Termins der Strafversetzung im ungarischen Fernsehen hatten sich am Abend des 15. Dezember etwa 200 Menschen, darunter viele Rumänen, vor dem Haus versammelt. Außerdem traf der Konsul Großbritanniens aus Bukarest ein. Das Kreisparteikomitee schickte daraufhin den Bürgermeister von Timișoara, Petru Moț, zum Pfarrhaus, um mit Tőkés zu verhandeln. Zwei Abgeordnete der Demonstranten, ein Ungar und ein Rumäne, nahmen ihm das Versprechen ab, den Evakuierungsbefehl rückgängig zu machen und den Zugang zum Haus freizugeben. Anschließend riefen sie die Menge auf, nach Hause zu gehen, aber am nächsten Tag wiederzukommen, um die Einhaltung der Versprechen zu kontrollieren.

#### 16. Dezember

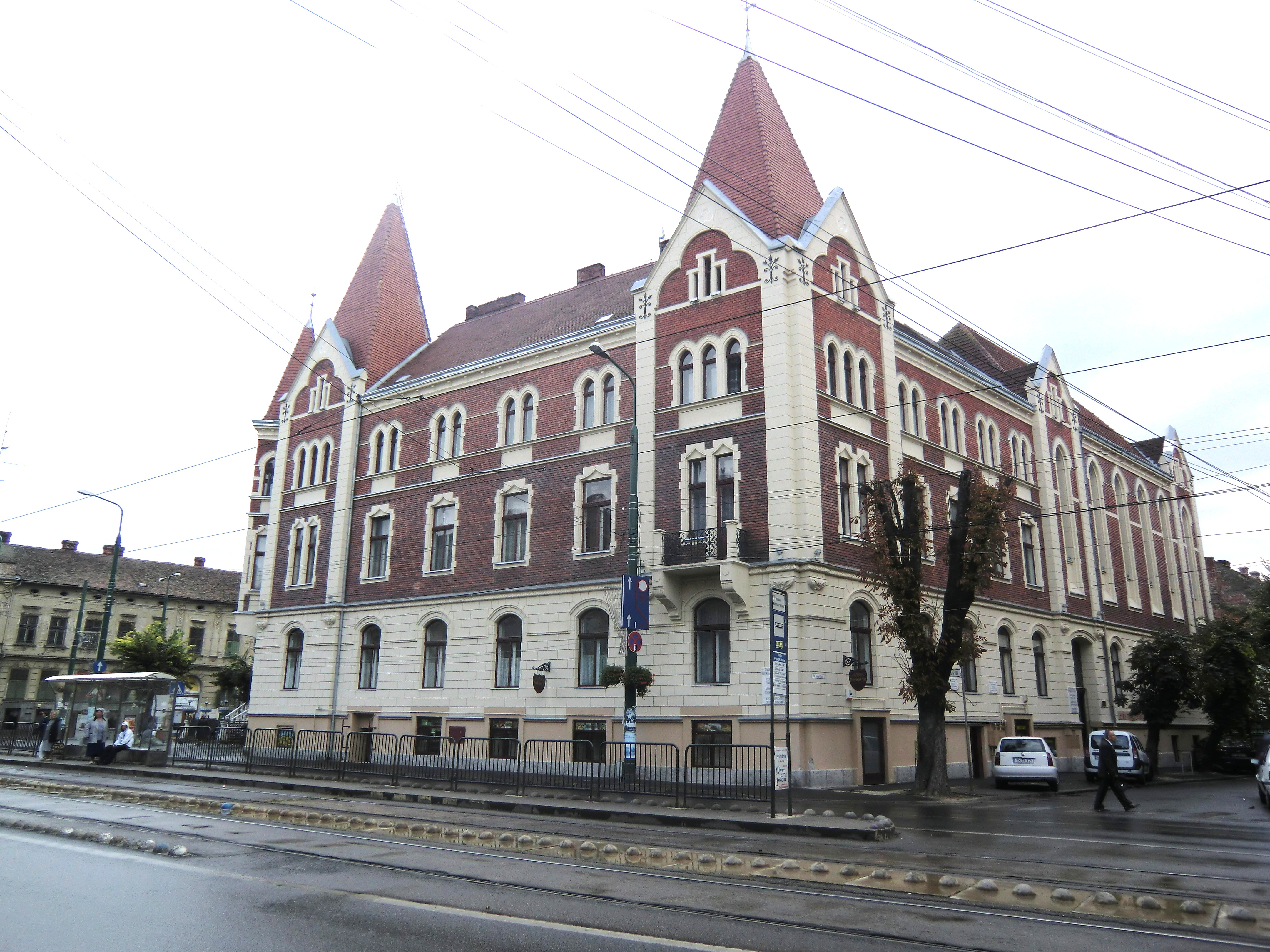
Die Reformierte Kirche an der Maria. Hier begann der Aufstand in Temeswar und damit die rumänische Revolution.

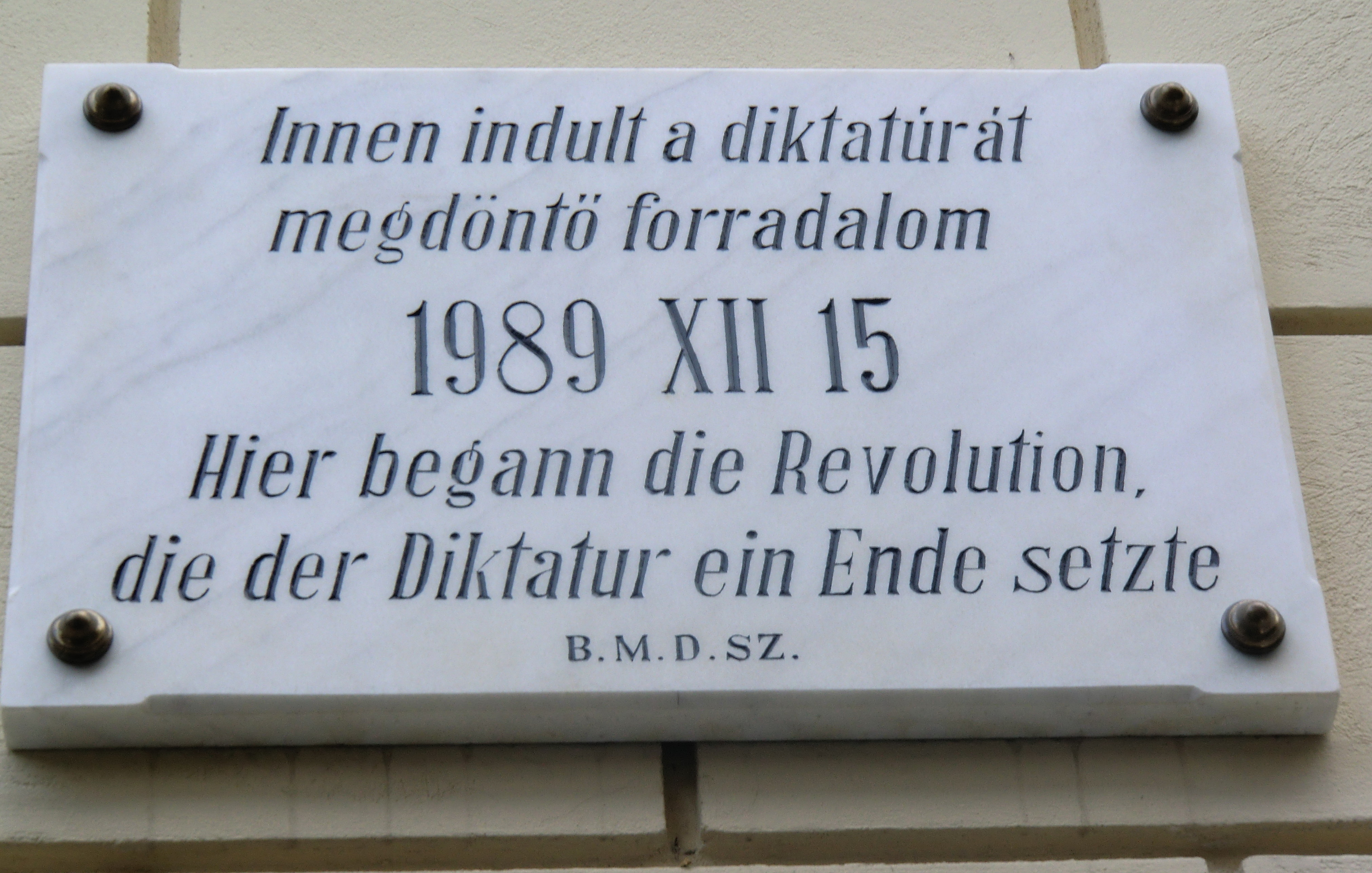
Diese Tafel an der Fassade der Reformierten Kirche erinnert an den Beginn des Aufstands

Am Morgen des 16. Dezember begannen sich erneut Menschen vor dem Haus des Pfarrers Tőkés zu sammeln, das in der Nachbarschaft der Piața Sfînta Maria lag, einem wichtigen Verkehrsknotenpunkt am Schnittpunkt der Stadtbezirke Elisabetin und Iosefin. Viele Menschen wurden auf die Ansammlung aufmerksam und kamen hinzu, worauf sich bis zum Nachmittag bereits über 1000 Menschen versammelten. Um 13:00 Uhr erhielten Miliz und Securitate aus Bukarest den Befehl, die Protestierenden auseinanderzutreiben, notfalls auch mit dem Einsatz scharfer Waffen. Gegen Abend erschien Pfarrer Tőkés am Fenster und rief die Demonstranten dazu auf, Ruhe zu bewahren und nach Hause zu gehen. Unter den Leuten wurden Kerzen und Zettel mit dem Text des Liedes „Deșteaptă-te, române!“ (Wach auf, Rumäne) – der heutigen rumänischen Nationalhymne – verteilt, das seit der Machtergreifung der Kommunisten im Jahre 1947 verboten war. Von der heutigen Piața Alexandru Mocioni aus erschien eine Gruppe Jugendlicher mit Stöcken und Fahrradketten, die von Unbekannten, möglicherweise Securitate-Leuten, angeführt wurde und begann, Fensterscheiben einzuschlagen. Ein Teil der Demonstranten marschierte mit den Jugendlichen in Richtung Studentenviertel und versuchte, den Zerstörungen Einhalt zu gebieten. Die Wohnheime der Studenten waren jedoch von innen verriegelt. Daraufhin zog die Menge zum Kreisparteikomitee und stürmte das Gebäude. Die Miliz, die es sonst bewachte, wurde abgezogen. Aus Richtung der Decebal-Brücke kamen Lkw mit 200 Milizionären, davon etwa 50 in Zivil. Etwa die Hälfte der Demonstranten marschierte zum Piața Maria zurück, wo eine Kundgebung begonnen hatte. In der Nähe kam es zum ersten Zusammenstoß mit den Interventionstruppen. Die Feuerwehr versuchte, die Demonstranten mit Wasserwerfern auseinanderzutreiben; diese hatten sich mit Stöcken, Rohren und Flaschen bewaffnet und lieferten sich an mehreren Punkten Gefechte mit der Miliz. Inzwischen hatte die Securitate den Piața Maria und das Haus von Tőkés umstellt und begann damit, friedliche Demonstranten zu verhaften und in Bussen abzutransportieren. Pfarrer Tőkés wurde in seiner Kirche verhaftet, verprügelt, gezwungen, den Räumungsbefehl zu unterschreiben, und abtransportiert. Die Demonstranten, die von dem Piața Maria fliehen konnten, versuchten Verstärkung aus den Industriebetrieben der Stadt zu holen, die Arbeiter wurden jedoch in den Betrieben festgehalten. Sie versuchten in der Kathedrale der Heiligen drei Hierarchen mit dem orthodoxen Metropoliten Nicolae Corneanu zu sprechen, diese war jedoch verschlossen. Am Piața Dacia stießen sie auf eine bewaffnete „Anti-Terror-Einheit“ der Securitate, die zwar nicht schoss, aber von ihren Bajonetten Gebrauch machte. Auch Amphibienfahrzeuge des Militärs tauchten jetzt in der Stadt auf. Die Menge sammelte sich auf dem Bulevardul 30 Decembrie vor dem Timișoaraer Opernhaus, wo es erneut zu Zusammenstößen mit Repressionskräften kam und viele Verhaftungen vorgenommen wurden. Die Stadt wurde nach außen abgeriegelt.

#### 17. Dezember
Am Morgen des 17. Dezember, einem Sonntag, sammelten sich erneut mehrere Tausend Demonstranten an der reformierten Kirche und auf dem Opernplatz. In mehreren Teilen der Stadt marschierte Militär auf. Die Studentenwohnheime waren diesmal nicht verschlossen, und die Studenten schlossen sich den Demonstranten an. Das Kreisparteikomitee wurde diesmal von Soldaten bewacht, es gelang den Demonstranten aber, sie in die Flucht zu schlagen und das Gebäude zu stürmen. Die Soldaten wurden daraufhin bewaffnet. Um die Mittagszeit tauchte ein ziviles Geländefahrzeug in der Nähe des Parteikomitees auf, aus seinem Fenster wurden die ersten Schüsse mit einer Maschinenpistole abgegeben.
Etwa gleichzeitig flogen die Politbüromitglieder Ion Coman und Ilie Matei aus Bukarest nach Timișoara, von vier Generälen begleitet: Generalstabschef Ștefan Gușă, der erste stellvertretende Verteidigungsminister Victor Stănculescu, der Kommandeur der chemischen Streitkräfte Mihai Chițac und Luftwaffengeneral Ardeleanu. Nach ihrer Abreise fand in Bukarest eine dramatische Sitzung des Politbüros statt. Ceaușescu warf den anwesenden Ministern Tudor Postelnicu (Inneres) und Vasile Milea (Verteidigung) sowie Securitate-Chef Iulian Vlad vor, die Sicherheitskräfte in Timișoara nicht mit scharfer Munition ausgerüstet zu haben, und drohte mit seinem Rücktritt. Auf eindringliche Bitte des Politbüros zog er die Drohung zurück. Für die nächsten zwei Tage hatte er einen Staatsbesuch im Iran geplant; er beauftragte seine Frau und seinen Schwager Manea Mănescu mit der Koordinierung der Repression und übertrug die politische Verantwortung einem Unterausschuss (CPEx) des Politbüros. Er ordnete an, die Grenzen völlig zu schließen. Die Unruhen in Timișoara führte er auf die Aktivität ausländischer Spionageringe zurück. In einer anschließenden Telefonkonferenz mit den inzwischen in Timișoara eingetroffenen Generälen bekräftigte er den Schießbefehl. Der Schießbefehl erfolgte eigentlich durch ein Notstandsgesetz, das alle Armeeeinheiten in erhöhte Alarmbereitschaft versetzte (junge Männer, die ihren Wehrdienst im Jahr 1989 geleistet hatten, übten diese Notfallpläne sehr oft). Um 17 Uhr rollten aufgrund dieses Befehls die ersten Panzer der Armee durch Timișoara. Sie kamen von mehreren Militäreinheiten und riegelten das Stadtzentrum völlig ab. Das Notstandsgesetz sah vor, dass jeder nach einmaliger Warnung standrechtlich erschossen werden konnte.
In Timișoara hatte sich der Aufruhr in der ganzen Stadt ausgebreitet. Auf dem Opernplatz sprachen Revolutionsführer zur versammelten Menge. Es gelang den Demonstranten, einige Militärfahrzeuge aufzuhalten und zu kapern, andere blieben wegen Treibstoffmangels und technischer Defekte liegen. Von Provokateuren der Securitate wurden wie am Vortag Geschäfte geplündert und zerstört sowie vereinzelte Schüsse abgegeben. Das Militär schoss vorerst nur mit Platzpatronen, ab 18:00 Uhr mit scharfer Munition, auch mit Dum-Dum-Geschossen. Auf den Straßen lagen Tote und Verletzte. Durch den Schusswaffeneinsatz im Zentrum wurden die Aufständischen in die Außenbezirke abgedrängt, wo die Kämpfe bis 3:00 Uhr früh weitergingen.

#### 18. Dezember
Am Montag erschienen die Bürger Timișoaras in ihren Betrieben, gearbeitet wurde aber nirgends. Man sprach über die Ereignisse der beiden vergangenen Tage und fragte nach dem Schicksal der Verletzten und Vermissten. Am frühen Morgen trafen Ceaușescus Bruder Ilie und ein Staatsanwalt aus Bukarest ein, sie ordneten an, jede Behandlung der Verletzten zu unterlassen, und beschlagnahmten die Krankenakten im Kreiskrankenhaus. Am 17.12. wurden dort 58 Tote und 92 Verletzte registriert. Das Leichenschauhaus wurde dem Befehl von Oberst Nicolae Ghircoiaș, dem Direktor des Bukarester Kriminalamts, unterstellt, Zutritt erhielten nur noch Securitate-Offiziere. Die Telefonverbindungen aus Timișoara wurden unterbrochen. Es gelang jedoch dem jugoslawischen Konsul Mirko Atanačković, der später zum Ehrenbürger Nr. 1 der Stadt ernannt wurde, über Diplomaten die jugoslawische Nachrichtenagentur Tanjug zu informieren. Auch der rumäniendeutsche Schriftsteller William Totok konnte in Timișoara anrufen. Die ersten Meldungen über die Unruhen erreichten das Ausland. Die Studenten Timișoaras wurden nach Hause geschickt und verbreiteten die Nachrichten über die Ereignisse im Land.
Ceaușescu war am Morgen des Tages nach Teheran abgereist. Um 10:00 Uhr verkündete General Stănculescu den Ausnahmezustand in Timișoara. Trotzdem versammelten sich die Menschen ab 16:00 Uhr wieder am Opernplatz. Die Securitate schoss in die Menge. Es kam erneut zu Kämpfen. Demonstranten zogen zum Kreiskrankenhaus und verlangten die Herausgabe der Toten und Verletzten, was verweigert wurde. Unter dem Oberbefehl von Securitate-General Nuță wurde ein Kühlwagen vom Fleischkombinat COMTIM beordert, um 40 Leichen aus dem Kreiskrankenhaus nach Bukarest zu bringen. Der Transport brach am Morgen des 19. Dezember um 5:00 Uhr auf.

#### 19. Dezember
Die aus Timișoara beiseitegeschafften 40 Leichen wurden in einer eigens instandgesetzten Verbrennungsanlage des Bukarester Krematoriums verbrannt. Der Hubschrauber mit dem Koordinator der Aktion, Securitate-General Nuță, an Bord wurde beim Rückflug aus Timișoara in der Nähe der Stadt Alba Iulia abgeschossen.
Etwa 30 Juristen kamen aus Bukarest nach Timișoara, um Prozesse gegen die bei den Unruhen Verhafteten vorzubereiten. Bei den Angeklagten handelte es sich insgesamt um 832 Personen: 700 Männer, 132 Frauen; 716 Rumänen, 82 Ungarn, 19 Deutsche, vier Serben sowie 11 Personen anderer Nationalität. 140 minderjährige Gefängnisinsassen wurden bereits am 18. Dezember entlassen.
Die Arbeiter der großen Betriebe Electrobanat (ELBA) und Electrotimiș hatten ihre Fabriken besetzt und streikten. Um die Sicherheitskräfte daran zu hindern, die Betriebe zu stürmen, wurden Barrikaden errichtet. 200 Soldaten wurden zur Fabrik ELBA geschickt, um die Belegschaft zu „überreden“, die Arbeit wieder aufzunehmen. Bürgermeister Petru Moț und Kreisparteichef Radu Bălan eilten an den Ort des Geschehens, um die größtenteils weiblichen Arbeitskräfte zu beschwichtigen. Unfähig, die aufgebrachte Masse aufzulösen, kritzelte Bălan hektisch einige der Forderungen der Arbeiterinnen in sein Notizbuch: „Wir möchten Heizung  […] wir möchten Schokolade für unsere Kinder […] Socken, Unterwäsche, Kakao und Baumwolle.“ Generalstabschef Ștefan Gușă wurde hinzugerufen, um Bălan aus der Situation zu helfen, fand sich aber zunehmend selbst von Streikenden mit Fragen und Vorwürfen konfrontiert. Gușă konnte sich an Ort und Stelle davon überzeugen, dass es sich bei diesem angeblichen Unruheherd „nicht um Hooligans, sondern um ernste Menschen handelte“, die aus Protest streikten. So erklärte er den Anwesenden, dass die Armee sich aus der Bevölkerung rekrutiere und kein Interesse an einem Bürgerkrieg habe. Er ließ die Soldaten vor der Fabrik abrücken und später auch die an Verkehrsknotenpunkten aufgefahrenen Panzer abziehen.

#### 20. Dezember

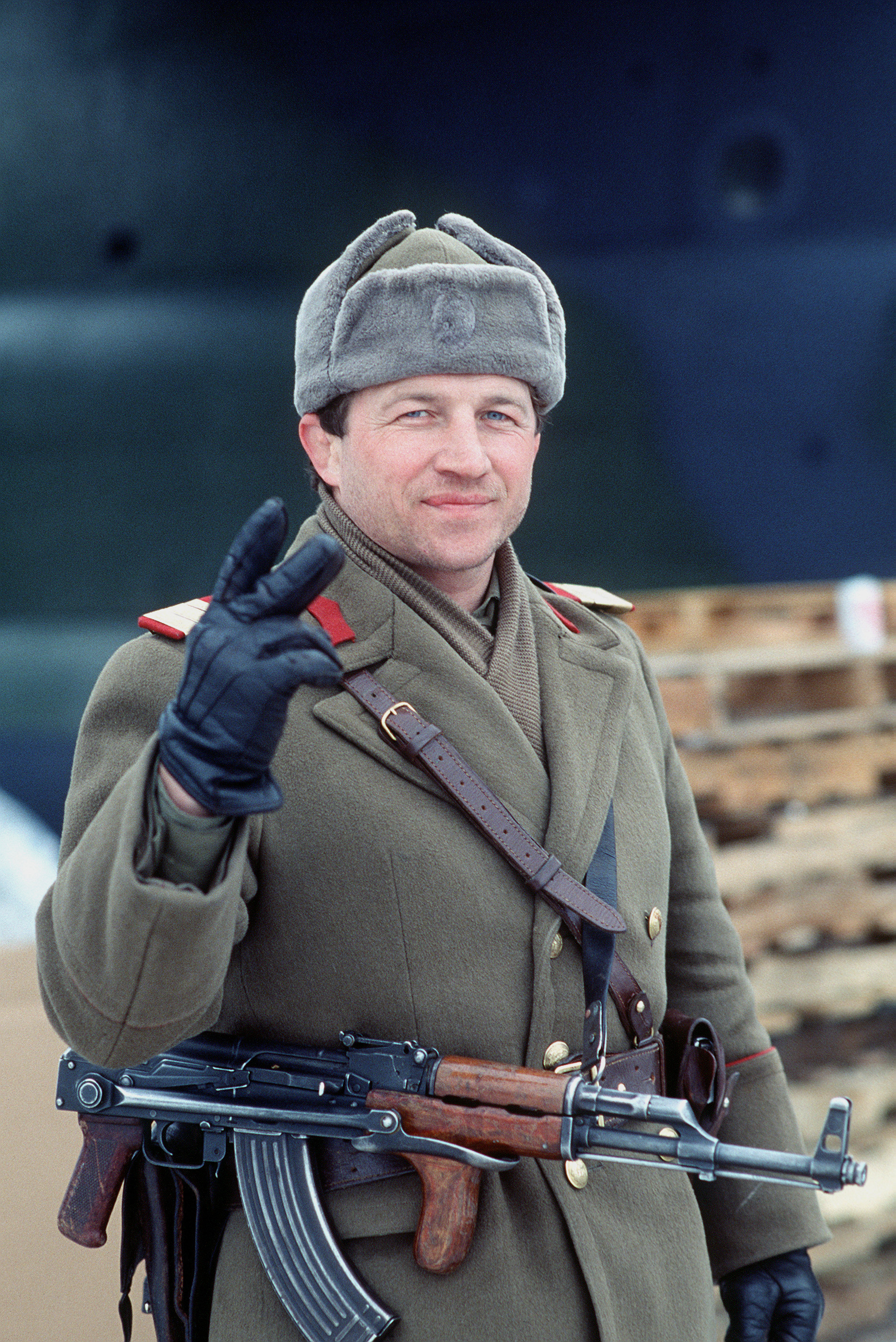
Unteroffizier der rumänischen Armee, das Emblem des sozialistischen Staates ist von der Mütze entfernt

Morgens versammelten sich die Belegschaften der großen Industriebetriebe in der Buziașer Straße, um ins Zentrum zu marschieren. Jeder stellte sich neben eine ihm bekannte Person, um das Einschleusen von Provokateuren auszuschließen. Auf dem Weg schlossen sich andere Arbeiter an, obwohl ihnen in einigen Betrieben verboten worden war, auf die Straße zu gehen, in anderen Betrieben wurden sie nach Hause geschickt. Eine Kolonne zog in Richtung Nordbahnhof, um die Arbeiter der dortigen Betriebe mitzunehmen. Um 11:00 Uhr waren ungefähr 20.000 Menschen auf dem Opernplatz versammelt. Dort hatte Kreisparteichef Radu Bălan bereits Mikrofone und Lautsprecher für eine Pro-Ceaușescu-Kundgebung aufbauen lassen. Die Demonstranten gingen den Soldaten auf dem Opernplatz, die mit schussbereiten Waffen vor ihnen standen, ohne Furcht entgegen. Daraufhin ließen die Soldaten ihre Waffen sinken, die Demonstranten brachten einige Kampfwagen in ihren Besitz. Die Belegschaft des größten Betriebs UMT, etwa 10.000 Menschen, machte sich auf den Weg zum Kreisparteihaus, obwohl Bălan in den Betrieb gekommen war, um sie zu beruhigen. Dabei riefen sie „Die Armee ist auf unserer Seite“ und „keine Gewalt“. Die am Weg postierten Soldaten gaben nur einige Warnschüsse ab und zogen sich dann auf Befehl ihrer Offiziere zurück. Die vor dem Parteigebäude postierten Securitate-Soldaten kamen dem von den Offizieren erhaltenen Befehl foc (Feuer) nicht nach. Ihre Offiziere flüchteten. Anschließend bewegte sich auch die UMT-Kolonne auf den Opernplatz. Der rumänische Ministerpräsident Constantin Dăscălescu, der inzwischen aus Bukarest eingetroffen war, wollte zu den Versammelten sprechen, wurde aber ausgebuht. Ein aus 13 Personen bestehendes Komitee der Aufständischen, das sich Frontul Democratic Român (Rumänische Demokratische Front) nannte, formulierte deren Forderungen:
1. Rücktritt Ceaușescus
2. Rücktritt der Regierung
3. Freie Meinungsäußerung und wahrheitsgemäße Berichterstattung über die Ereignisse in Timișoara
4. Beachtung der Menschenrechte
5. Freiheit der Religionsausübung
6. Öffnung der Grenzen
7. Freilassung aller seit dem 16. Dezember Inhaftierten
8. Klärung über den Verbleib der Toten
9. Trauertag für die Toten

Der jugoslawische Konsul Atanačković wurde um Vermittlung gebeten. Dies lehnte er mit Verweis auf seinen Diplomatenstatus ab, versprach aber, die jugoslawischen Medien über die Forderungen des Komitees zu informieren. Dăscălescu versprach die Freilassung der Gefangenen unter der Bedingung, dass die Demonstranten nach Hause gehen. Tatsächlich wurden bis 23:00 Uhr alle Gefangenen freigelassen. Die Demonstranten blieben auf dem Opernplatz.
Ceaușescu war inzwischen aus dem Iran zurückgekehrt. Er hielt eine Telefonkonferenz mit den Kreisparteisekretären ab und kündigte eine Fernsehansprache für den Abend an. In dieser Ansprache erklärte er, die Unruhen in Timișoara seien das Ergebnis ausländischer Spionage. Damit gab er die Unruhen zu und machte sie im ganzen Land bekannt.

#### 21. Dezember
Morgens trafen 15 Züge aus der Kleinen Walachei und dem Schil-Tal (Valea Jiului), dem Gebiet, wo Ceaușescu geboren wurde, in Timișoara ein. In ihnen befanden sich 20.000 Arbeiter in Uniformen der Parteimiliz „Patriotische Garde“, denen erzählt wurde, in Timișoara hätten Ungarn und Hooligans die Macht übernommen. Sie waren mit Spaten- und Besenstielen „bewaffnet“ worden, um die Aufständischen niederzuschlagen. Die Züge wurden vor dem Bahnhof angehalten, die Insassen zum Aussteigen gezwungen und zum Opernplatz mitgenommen, wo inzwischen 150.000 Menschen versammelt waren. Die Arbeiter solidarisierten sich mit den Demonstranten. Die meisten fuhren nach Hause und verbreiteten die Nachricht von der Staatslüge. Sie waren auch froh, denn sie konnten sich in Timișoara mit Lebensmitteln eindecken, vor allem mit Wurst- und Fleischwaren der Firma COMTIM. Die Firma hatte schon seit Tagen die Versorgung der Demonstranten mit Lebensmitteln übernommen. Viele ihrer Lkw-Fahrer waren auch am Barrikadenbau beteiligt gewesen, indem sie ihre Fahrzeuge selbst anzündeten. Konsul Atanačković gelang es, nach Vršac an die jugoslawische Grenze zu kommen. Dort berichtete er Radio Belgrad von den Ereignissen des Vortags, nannte die Namen der 13 Komiteemitglieder und erklärte, die Ceaușescu-Diktatur sei in Timișoara besiegt. Radio Belgrad verbreitete das Interview in ganz Europa, Radio Free Europe änderte daraufhin sein Programm und brachte nur noch Nachrichten aus Rumänien.

### Bukarest

#### 21. Dezember
Vor dem ZK-Gebäude war für den Mittag eine Großkundgebung zur Verurteilung der Ereignisse in Timișoara angesetzt. Ceaușescu begann um 12:00 Uhr vor circa 110.000 Menschen zu sprechen.

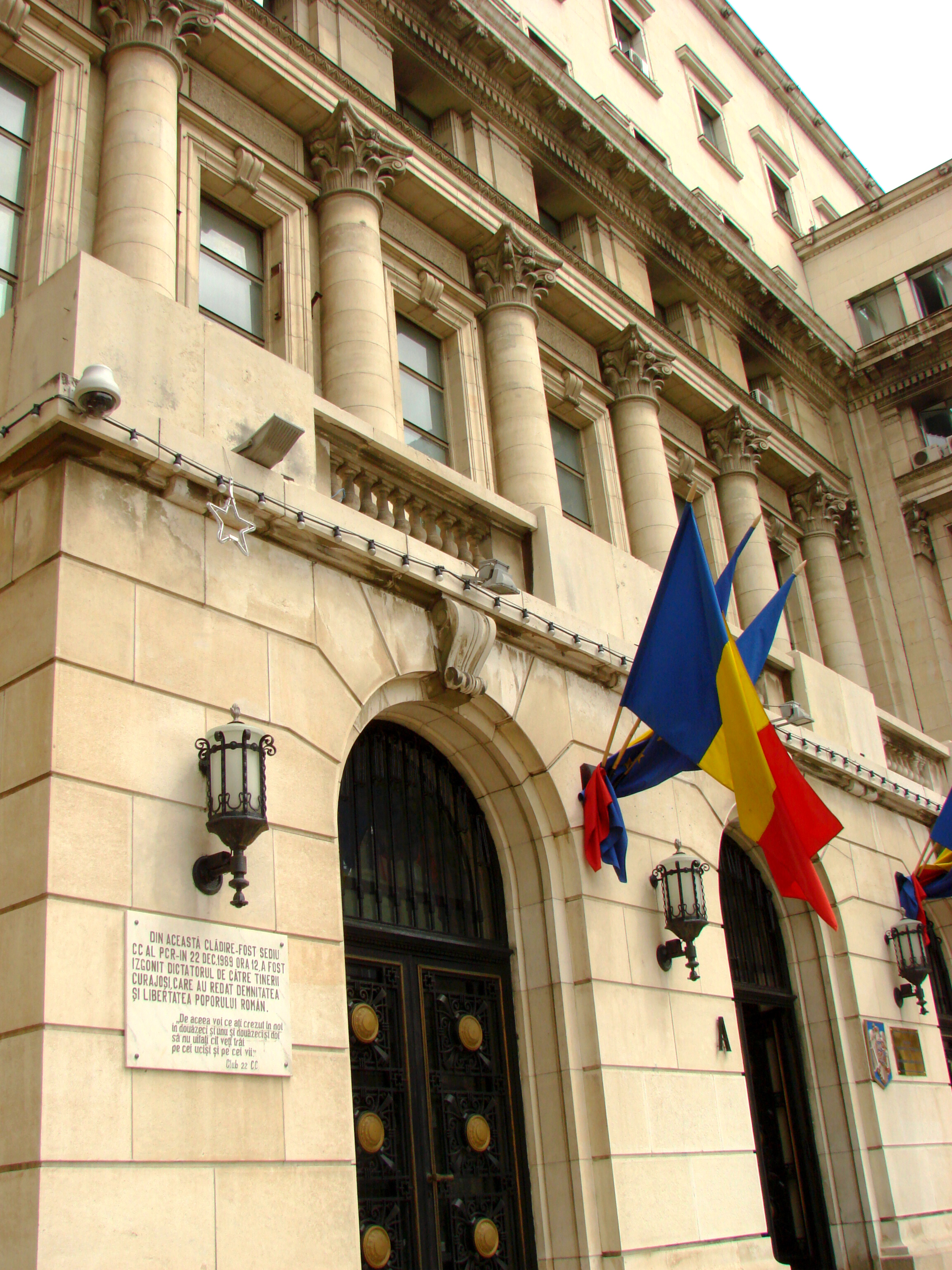
Von diesem Balkon des damaligen Gebäudes des Zentralkomitees der Kommunistischen Partei aus hielt Nicolae Ceausescu am 21. Dezember 1989 seine letzte Rede, in der er die Rebellion anprangerte, die in Timisoara ausgebrochen war. Links unten an der Fassade die Tafel zum Gedenken an die Todesopfer dieses und des darauffolgenden Tages.

Während der Rede kam es zu einer Unruhe auf dem Platz. Die Ursachen für die plötzliche Unruhe in der Versammlung sind ungeklärt. Einige Interpretationen gehen von einer gezielt von Provokateuren gestifteten Unruhe aus, die Bandbreite der Erklärungen reicht von Petardenexplosionen über Verletzungen von Personen aus der Menge mit Nadeln oder Schlagstöcken; dem Einsatz von Lautsprechern mit simulierten Panzer- und Schussgeräuschen; der Verbreitung unhörbarer, aber Unruhe und Verängstigung stiftenden Schallwellen bis zum provokativen Anstimmen von gegen Ceaușescu gerichteten Parolen wie zum Beispiel „Ti-mi-șoa-ra“, für die je nach Interpretation verschiedene Akteure verantwortlich gemacht wurden (Securitate, sowjetische Agenten etc.). Weniger spekulative Erklärungen verweisen auf Anti-Ceaușescu-Demonstranten außerhalb der Versammlung, die auf den von den Sicherheitskräften abgeriegelten Platz vorzudringen versucht hätten und dabei von den Sicherheitskräften mit Tränengas zurückzudrängen versucht wurden, was zum Ausbruch von Panik und Unruhe in der Menge geführt habe. Die Versammlung wurde sehr kurzfristig einberufen, daher kann es in der Befehlskette teilweise zu Informationslücken gekommen sein.
Die Reaktion des Ceaușescu-Paares auf dem Balkon ist denkwürdig: Um die aufgebrachten Menschenmassen wieder in den Griff zu bekommen, rief Nicolae Ceaușescu zunächst ratlos „A-lo, A-lo!“ („Hallo, Hallo!“) in die Menge. Elena Ceaușescu riet ihrem Mann, wie mit der Situation umzugehen sei: „Vorbește-le, vorbește-le!“ („Sprich zu ihnen, sprich zu ihnen!“). Er forderte die Menge auf „Stați liniștiți la locurile voastre“ („Bleibt ruhig auf euren Plätzen!“).
Das rumänische Fernsehen unterbrach zeitweilig die Direktübertragung während der Unruhe und spielte Musik. Später ging die Übertragung der Rede, in der Ceaușescu Erhöhungen der Geldleistungen des Staates an die Bürger versprach, weiter. Danach kam es zu neuerlichen Zwischenfällen, worauf die Kundgebung abgebrochen wurde.
Ab diesem Tag kam auch Bukarest nicht mehr zur Ruhe. Gewalttätige Auseinandersetzungen zwischen den Aufständischen und den von der staatlichen Führung eingesetzten Ordnungskräften bildeten die Szene in der Innenstadt, die einem schwer umkämpften Schlachtfeld glich. Tausende vor allem junge Leute versammelten sich im Zentrum und bauten Barrikaden. Armee, Miliz und Securitate in Zivilkleidung gingen mit Wasserwerfern, Knüppeln, Kampfwagen, Panzern und scharfer Munition gegen die Aufständischen vor; diese wehrten sich. Am heftigsten wurden die Kämpfe um Mitternacht, als eine von den Aufständischen gebaute Barrikade am Hotel InterContinental durchbrochen wurde. Die Kämpfe hielten bis gegen 3:00 Uhr morgens an. Auch rund um die Universität wurde bis in die frühen Morgenstunden gekämpft. Gelegentlich begannen Soldaten, sich mit den Aufständischen zu verbrüdern. Aus anderen rumänischen Städten wie Arad, Sibiu, Cluj-Napoca, Brașov, Reșița, Tîrgu Mureș und Cugir wurden nun ebenfalls Unruhen gemeldet. Doch anstatt im Schutz der Dunkelheit die Stadt zu verlassen, entschieden sich die Ceaușescus, den darauffolgenden Morgen abzuwarten.

#### 22. Dezember

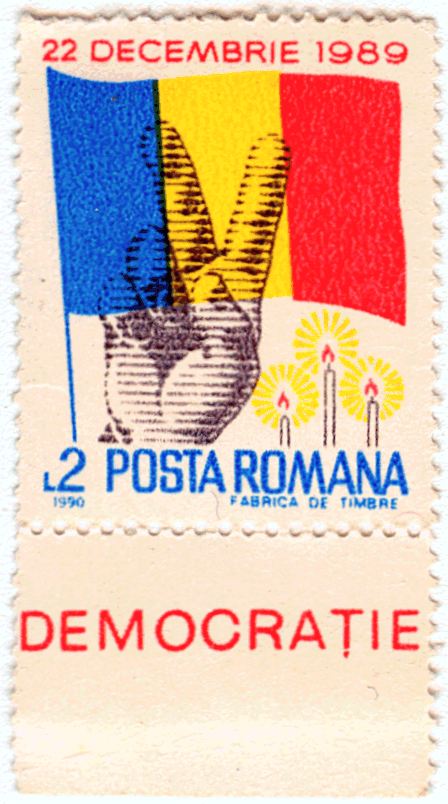
Rumänische Briefmarke zum Gedenken der Revolution

Am Morgen des 22. Dezembers erhielt Elena Ceaușescu gegen 7 Uhr die Nachricht, dass sich größere Arbeiterkolonnen von den Industrievierteln (größere Fabriken oder Fabrikverbände waren während der kommunistischen Ära auf Industriezonen konzentriert) auf das Bukarester Stadtzentrum zubewegten. Um 9:30 war der Universitätsplatz mit Menschen überfüllt. Die Armee gab vereinzelt Schüsse ab, auch auf die Demonstranten, einzelne Militäreinheiten liefen aber auch über. Im ZK-Gebäude tagte die letzte Sitzung des KP-Politbüros. Ceaușescu gab den Tod des Verteidigungsministers Vasile Milea bekannt, der ein Verräter sei und Suizid begangen habe. Dies wurde als letzte Meldung im rumänischen Rundfunk verlesen. Die damals vorherrschende Meinung war, dass Milea beseitigt worden war, da er sich geweigert habe, den Befehlen Ceaușescus weiter Folge zu leisten. Die Befehlsgewalt über die Armee wurde auf General Stănculescu übertragen. Dieser akzeptierte nach einer kurzen Bedenkzeit. Außerdem wurde um 10:00 Uhr über das Fernsehen der Notstand über das ganze Land ausgerufen. Damit schaffte Ceaușescu die Rechtsgrundlage für seine eigene spätere Hinrichtung. Um 11:30 Uhr versuchte er ein letztes Mal, zu den vor dem ZK-Gebäude versammelten Menschen zu sprechen, und wurde wieder ausgebuht. Stănculescu hatte inzwischen ohne Ceaușescus Wissen die Truppen zurück in ihre Quartiere beordert. Die Aufständischen drangen bereits in das Erdgeschoss des Gebäudes ein. Verstört beorderte Ceaușescu, von Stănculescu dazu überredet, einen Hubschrauber für die Flucht. Stănculescus Befehlsverweigerung gegenüber Ceaușescu spielte eine gewichtige Rolle beim Sturz der Diktatur.

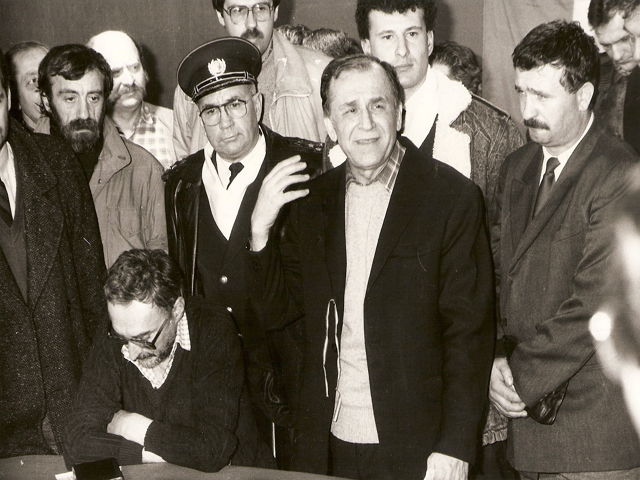
Ion Iliescu im rumänischen Fernsehen während der Revolution

Um 13:00 Uhr gelang den Aufständischen die Eroberung der Fernsehstation. Der Schauspieler Ion Caramitru kündigte eine Rede des aus dem Hausarrest befreiten Dichters Mircea Dinescu an. Dieser verkündete, dass der Diktator geflohen sei. Von da an sendete das Fernsehen „Revolution live“. Jeder zufällig Anwesende konnte seine Freude über den Sturz der Diktatur und seine Vorstellungen für die Zukunft ausdrücken. Gegen 14:00 Uhr erreichte Ion Iliescu, aus seinem Büro beim Bukarester Technischen Verlag kommend, das Gebäude. Er gab die Gründung einer „Front zur Nationalen Rettung“ bekannt, die die Macht in Rumänien übernommen habe. 39 Personen wurden als „Rat der Front zur Nationalen Rettung“ vorgestellt, einige ohne selbst etwas davon zu wissen. Die Armee stehe ab jetzt auf Seiten des Volkes, hieß es. Gegen 17:30 Uhr begann eine Live-Übertragung vom Platz vor dem ehemaligen Königspalast, an dem auch das ZK-Gebäude liegt. Der Platz wurde zu diesem Zeitpunkt von Unbekannten unter Feuer genommen, die Armee erwiderte die Schüsse. Die gegenüber dem ehemaligen Königspalast gelegene Universitätsbibliothek ging in Flammen auf. Fast zeitgleich wurde auf das Verteidigungsministerium und die Fernsehstation geschossen, auch in anderen Städten des Landes wurde das Feuer eröffnet. Im Fernsehen wurde erklärt, Terroristen würden schießen, die Bevölkerung wurde zur Verteidigung der Revolution aufgefordert. Bei den anschließenden Schusswechseln, die sich bis zum 27. Dezember hinzogen, kamen 942 Personen ums Leben, sechsmal so viele wie in der Zeit bis zum 22. Dezember. Insgesamt forderte die Revolution 1104 Todesopfer.

## Flucht der Ceaușescus

### Per Hubschrauber
Am 22. Dezember 1989 um 11:20 erhielt der Pilot von Ceaușescus Flucht-Hubschrauber, Oberstleutnant Vasile Maluțan, von Generalleutnant Horia Opruta den Befehl, zum Palastplatz zu fliegen, um dort den Präsidenten aufzunehmen. Beim Überfliegen des Palastplatzes fand er aber keine Landemöglichkeit vor. So landete Maluțan den weißen SA365N Dauphin-Hubschrauber um 11:44 auf der Dachterrasse und wartete dort mit laufendem Motor. Maluțan erklärte später „Dann kam Stelica, der Kopilot, zu mir und sagte, es würden Demonstranten auf die Terrasse zukommen. Dann kamen die Ceaușescus heraus, beide praktisch getragen von ihren Bodyguards […] Sie sahen aus, als wären sie in Ohnmacht. Sie waren weiß vor Schreck. Mănescu (einer der Vizepräsidenten) und Emil Bobu (Sekretär des Zentralkomitees) liefen gleich hinter ihnen. Mănescu, Bobu, Neagoe und ein anderer Securitate-Offizier drängten sich auf die vier Plätze hinten. […] Als ich Ceaușescu hereinzog, sah ich die Demonstranten über die Terrasse laufen. […] Da war nicht genug Platz, Elena Ceaușescu und ich waren zwischen den Sitzen und der Tür eingequetscht, […] es waren nur vier Passagiere vorgesehen […] wir hatten sechs.“ Maluțan zufolge hob der überladene Hubschrauber um 12:08, auf dem Weg zur Zweitresidenz des Diktators in Snagov, vom Dach des Gebäudes ab. Als sie dort kurz darauf um 12:20 ankamen, nahm Ceaușescu Maluțan mit in die Präsidentensuite und befahl ihm, zwei weitere Helikopter, gefüllt mit Soldaten als Begleitschutz, und einen weiteren Dauphin nach Snagov anzufordern. Maluțans kommandierender Offizier antwortete am Telefon: „Es gab eine Revolution […] Du bist auf dich allein gestellt. […] Viel Glück!“. Maluțan sagte dann zu Ceaușescu, dass der zweite Helikopter jetzt aufwärme und sie bald weiter müssten, er könne aber nur vier der sechs Leute mitnehmen. Die zwei Mitglieder des Politbüros, Mănescu und Bobu, blieben zurück. Ceaușescu befahl Maluțan, nach Titu zu fliegen. Nahe Titu sagte Maluțan, er lasse jetzt den Helikopter auf und ab fliegen. Als Vorwand gab er an, dies diene zur Vermeidung von Flugabwehr-Feuer, in dessen Reichweite sie nun seien. Der Diktator geriet in Panik und ließ landen.

### Festnahme am Boden
Der Hubschrauberpilot setzte sie um 13:30 in einem Feld neben der alten Nationalstraße 7 ab, die nach Pitești führt, und erklärte seinen vier Passagieren, dass er nichts mehr tun könne. Die zwei Securitate-Leibwächter liefen zum Straßenrand und winkten vorbeifahrende Autos heraus. Es gelang ihnen so, zwei Fahrzeuge zu kapern, eines vom Amt für Forstwirtschaft und einen roten Dacia eines örtlichen Arztes. Um nicht in irgendetwas mit hineingezogen zu werden, täuschte der Doktor Nicolae Deca nach kurzer Zeit des Chauffierens der Ceaușescus einen Motorschaden vor. Ein schwarzer Dacia eines Fahrradmechanikers wurde um 14:15 herausgewunken und dieser fuhr sie weiter nach Tîrgoviște. Der Fahrer des Wagens, Nicolae Petrișor, überzeugte sie, dass sie sich im Pflanzenschutzzentrum am Rande der Stadt sicher verstecken könnten. Als sie dort um 15:00 ankamen, führte der Direktor die Ceaușescus in einen Raum und sperrte sie dort ein.

### Unter Arrest
Von der lokalen Miliz wurden sie um etwa 15:30 abgeholt und in deren dortiges Revier gebracht. Die Generäle Chițac und Voinea hatten den Militäreinheiten bei Tîrgoviște per Fernseher den Befehl gegeben, die Ceaușescus zu verhaften. Gegen 18:00 Uhr fanden Soldaten sie eher zufällig auf dem Milizrevier (die Tîrgovișter Miliz hatte das Militär nicht verständigt) und brachten sie in die Tîrgovișter Kaserne. Der Garnisonschef Oberst Andrei Kemenici erhielt den strikten Befehl, sie lebend keinem anderen zu übergeben. Um 19:30 verkündet das rumänische Fernsehen, die Ceaușescus seien festgenommen worden. Der Pilot des Flucht-Hubschraubers, Maluțan, und der Offizier Dinu, der die Verhaftung vornahm, kamen später unter ungeklärten Umständen ums Leben.

### Kurzer Prozess

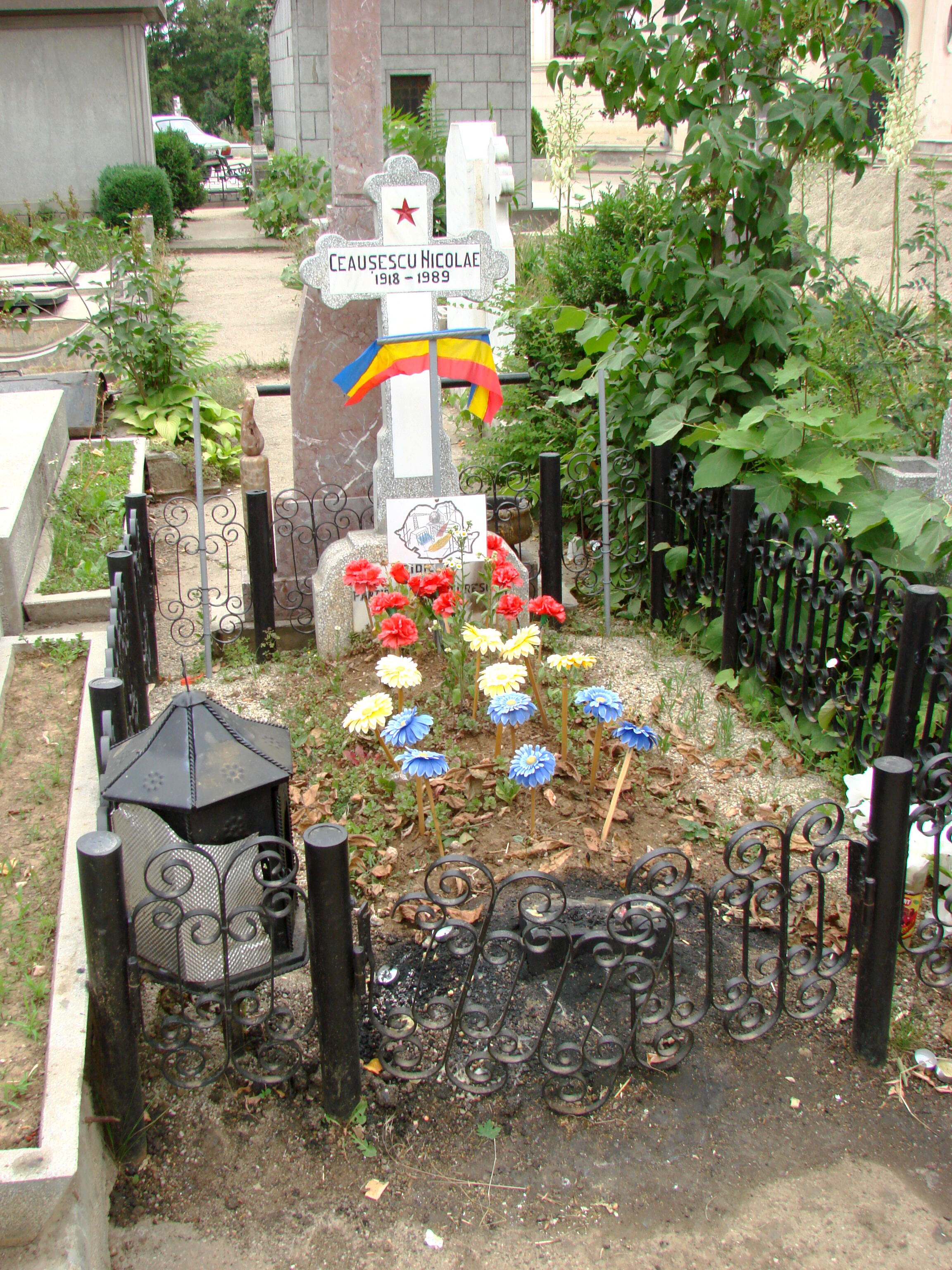
Ursprüngliches Grab von Nicolae Ceaușescu auf dem Ghencea-Friedhof (Bukarest)

Am 24. Dezember beschloss der Kern der „Rettungsfront“ um Ion Iliescu, mit den Ceaușescus kurzen Prozess zu machen, der nach Lage der Dinge nur mit der Todesstrafe enden konnte. Hierzu wurde ein Dekret zur Errichtung eines außerordentlichen Militärtribunals unterzeichnet und mit der Organisation der vielseitige Generalmajor Stănculescu beauftragt. Dieser traf am 25. Dezember um 13:00 Uhr in Begleitung der Militärs, die Richter und Ankläger im Prozess sein sollten, in der Kaserne ein.

### Urteil und Hinrichtung
Der Schauprozess dauerte 90 Minuten (13:10 Uhr – 14:39 Uhr), um 14:40 Uhr sprach Oberst Gică Popa das Urteil. Nach diesem summarischen Prozess, in dem den Ceaușescus Genozid durch Hunger, Kälte und fehlende medizinische Versorgung an 64.000 rumänischen Bürgern, Unterminierung der Staatsmacht und der nationalen Ökonomie vorgeworfen wurden, wurden sie ohne Einhaltung der 10-tägigen Rekursfrist sogleich am 25. Dezember um 14:50 exekutiert. Ceaușescu legte gegen das Urteil keine Berufung ein, weil er das Gericht offensichtlich nicht anerkennen wollte. Dem damaligen Ankläger Dan Voinea zufolge wäre der Prozess bei einem Einspruch weitergegangen. Prozess und Hinrichtung wurden gefilmt, im Moment der Exekution fiel die Kamera aus, was später zu Spekulationen Anlass gab, es sei nur ein Doppelgänger hingerichtet worden. Der Film von der Hinrichtung sollte zuerst in einer gekürzten Fassung im Fernsehen gezeigt werden, die im Fernsehstudio Anwesenden vermuteten jedoch eine Fälschung und verlangten das Originalvideo. Nachdem eine weitere gekürzte Fassung hergestellt worden war, wurden am 27. Dezember alle drei Fassungen des Videos ausgestrahlt. So erfuhr die Öffentlichkeit erst verspätet von Ceaușescus Hinrichtung. Die Schusswechsel mit den „Terroristen“ endeten am selben Tag.

## Offen gebliebene Fragen

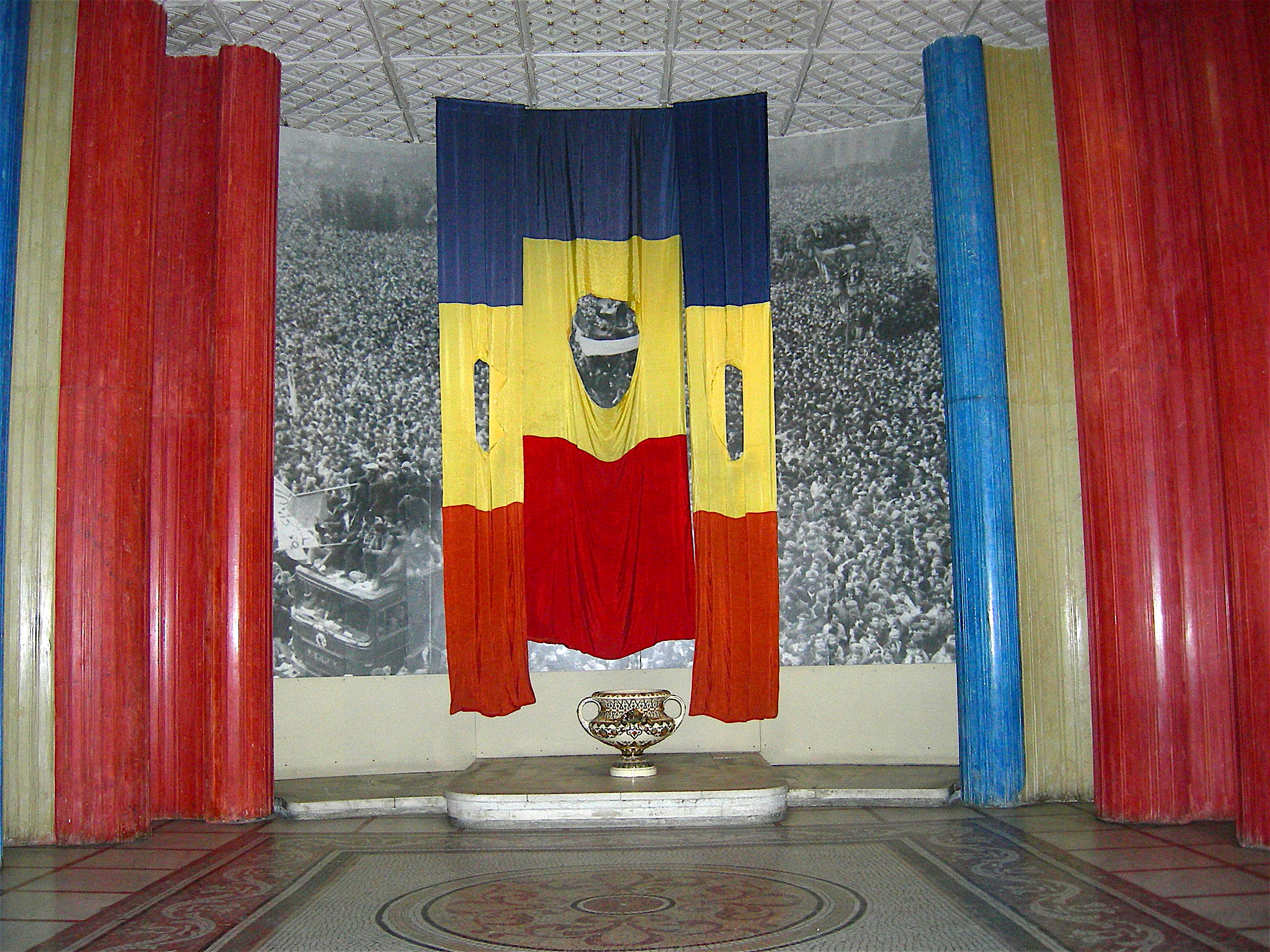
Rumänische Flagge, während der Revolution, aus einer Ausstellung am Militärmuseum in Bukarest

Berichte von internationalen Medien über die Anzahl der während der Kampfhandlungen in Timișoara getöteten Menschen reichten von 2.000 Toten über 4.500 Tote in Massengräbern bis hin zu 64.000 Toten, stellten sich aber im Nachhinein als falsch heraus.
Nach dem Ende der Kampfhandlungen wurden auf dem Armenfriedhof von Timișoara zweimal nicht identifizierte Leichen gefunden, zunächst Ende Dezember. Diese waren anscheinend vor den Kämpfen eines natürlichen Todes gestorben. Diese Leichen, darunter eine Frau mit einem Kind auf dem Bauch, wurden von einem jugoslawischen Journalisten fotografiert und galten irrtümlich als Beweis für die Verbrechen der Securitate. Anfang Januar fand man erneut 13 Leichen mit deutlich erkennbaren Schusswunden, die am 27. Dezember in einem Massengrab beigesetzt worden waren. Nach Auskunft des Gerichtsmediziners Timișoaras, Dr. Dressler, gab es am 21. Dezember im Leichenschauhaus des Kreiskrankenhauses 25 Leichen mit erkennbaren Schusswunden. 15 waren den Angehörigen übergeben worden, 10 konnten nicht identifiziert werden. Ein Mensch war durch einen Schuss in die Mundhöhle gestorben, zwei Personen waren eines natürlichen Todes gestorben und hatten keine Angehörigen, diese 13 Toten waren am 27. Dezember auf dem Armenfriedhof Timișoaras begraben worden. Durch die irrtümliche Verbreitung der Bilder des ersten Leichenfundes entstand später die Vermutung, es habe in Timișoara überhaupt keine Toten gegeben. Am 15. Januar 1990 gab der Kreisrat von Timișoara bekannt, dass 71 bei den Kämpfen getötete Personen namentlich identifiziert waren, die Zahl der Vermissten wurde mit 33 angegeben. Insgesamt wird von 153 Toten in Timișoara ausgegangen. Die Altersstruktur der Opfer bietet einen Einblick in die Teilnehmerstruktur, da es vorwiegend junge Leute waren, die während der Revolution verletzt wurden oder ihr Leben verloren. In diesem Zusammenhang etablierte sich der Begriff „Revolution der Jungen“, ein Schlagwort, das später nicht nur von Ion Iliescu verwendet und instrumentalisiert wurde.
Bis zum heutigen Tag kontrovers diskutiert wird die Frage nach den Hintergründen, insbesondere ob es der Sieg eines spontan ausgebrochenen Volksaufstandes oder der Staatsstreich einer Verschwörergruppe war oder ob es mehrere Handlungsstränge gab.
Auch die Rolle des rumänischen Staatsfernsehens wurde kritisch hinterfragt. Verschwörungstheoretische Stimmen führten an, dass das rumänische Fernsehen die Revolution zwar nicht gemacht habe, aber eine Fraktion der Nomenklatura hätte sich des Fernsehens bedient, um eine Palastrevolte zu initiieren. Die „spontanen“ Volkserhebungen seien vom Fernsehen gelenkt und gesteuert worden. Das Fernsehen habe gleichsam „live“ das gefilmt, was es selbst inszenierte und vorbereitete. Kennzeichen dieser „Tele-Revolution“ (rumänisch Telerevolutia) sei die Aufhebung der Trennung von Real und Realität: Das Inszenierte sei als real und das Manipulierte als spontan maskiert worden.
Die Diskussion wurde intensiviert, weil die nachrevolutionären Machthaber Rumäniens an der Klärung vieler Fragen kein Interesse hatten. Als gesichert kann gelten, dass es im kommunistischen Establishment eine oder auch mehrere Konspirationen gegen die Ceaușescu-Herrschaft gab. Die Verschwörer hatten Kontakte zur Sowjetunion und zu rumänischen Nichtkommunisten. Für die These, die Unruhen in Timișoara seien im Rahmen einer Staatsstreichplanung sorgfältig vorbereitet worden, gibt es jedoch keine Belege. Die Provokateure, die nach vielen Augenzeugenberichten in den ersten Tagen der Unruhen in Timișoara unterwegs waren, können auch Bestandteil von Ceaușescus eigenem „Drehbuch“ zum Umgang mit Revolten gewesen sein. Die rumänischen Sicherheitskräfte gingen bei den Unruhen 1977 im Schiltal und 1987 in Brașov ähnlich vor: Sie tolerierten die Unruhen oder stifteten sie sogar an, um sie dann niederzuschlagen und gegen die Beteiligten vorzugehen. Es ist auch möglich, dass sie Unruhen inszenieren wollten, um von der Deportation des populären Pfarrers Tőkés abzulenken. Das Ceaușescu-System war in höherem Maß als andere Diktaturen auf die Person des Herrschers ausgerichtet. Mit dessen Flucht brach die Loyalität zum System zusammen: Im darauffolgenden Chaos konnten die Konspirateure um Iliescu leicht die Macht an sich reißen.
Bislang nicht zufriedenstellend beantwortet sind unter anderem folgende Fragen:
- Wer gab den Schießbefehl in Timișoara? Der Hubschrauber mit den beiden Abgesandten des Innenministeriums in Timișoara, den Generälen Nuță und Mihalea, wurde während der Revolution auf dem Rückweg nach Bukarest abgeschossen. Die beiden Generäle Chițac und Stănculescu übten im postrevolutionären Rumänien hohe Funktionen aus. Sie wurden erst 1999 wegen ihrer Beteiligung an der Repression in Timișoara zu 15 Jahren Haft verurteilt.
- Wann und warum wechselten Militär und Securitate die Fronten? Gab es Machtkämpfe unter den bewaffneten Organen? Eine im Jahr 2005 vorgenommene Autopsie der Leiche von Verteidigungsminister Milea ergab, dass dieser Selbstmord begangen hatte. Warum?
- Wer waren die „Terroristen“, die nach der Flucht Ceaușescus auf Volk und Militär schossen? Niemand von ihnen wurde je gefasst und verurteilt. Die Securitate besaß mit hoher Wahrscheinlichkeit nichtregistrierte Waffen und Munition. Gegen die neuen Machthaber wurde der Vorwurf erhoben, die Schießereien selbst inszeniert zu haben oder doch zumindest geduldet zu haben, um ihre eigene Unentbehrlichkeit als Ordnungsmacht unter Beweis zu stellen und eine revolutionäre Legitimation zu gewinnen. Am 24. Dezember wurde die Bevölkerung durch eine Schlagzeile in der Zeitung Scînteia poporului: „Alle, die eine Waffe bedienen können – zu den Waffen!“ gerufen.[41] Möglich ist auch, dass aus Waisenhäusern rekrutierte Securitate-Einheiten, die eine besonders hohe persönliche Loyalität zu den Ceaușescus hatten, die Schüsse abgaben. Viele Schusswechsel beruhten auch auf Missverständnissen (man wusste nicht, wer für oder gegen Ceaușescu war) und unsachgemäßem Umgang mit Waffen.
- Am 22. April 1990 übertrug der französische Sender Télévision française 1 (TF1) geheime neue Videoaufnahmen des Ceaușescu-Prozesses. Die Bänder enthielten Szenen mit den Richtern, wie das verurteilte Ehepaar zur Hinrichtung weggeführt wurde, wie Elena Ceaușescu sich weigerte, ihre Hände fesseln zu lassen, und wie das Paar erschossen und dann weggetragen wurde. Hierbei handelte es sich um Szenen, die in den Übertragungen zum Zeitpunkt der Revolution ausgelassen worden waren. Der hier gezeigte Vorsitzende Richter, Gică Popa, nahm sich am 1. März 1990 das Leben.[41] Der Präsident des Freien Rumänischen Fernsehen erhob bald danach Anspruch auf Schadenersatz, weil das Video, das TF 1 für 50.000 Franc von einem „unbekannten Verkäufer“ erworben hatte, eine Schwarzkopie war, und drohte auf internationaler Ebene rechtliche Schritte einzuleiten. Ballistikexperten eines unabhängigen französischen Gerichtslabors wurden beauftragt die Aufnahmen zu analysieren. Aus der schriftlichen Erklärung des Labordirektors ergab sich, dass ausgehend vom offensichtlichen Gerinnungsgrad des Blutes die Körper des hingerichteten Paares schon einige Stunden vor der im Video gezeigten Hinrichtung tot gewesen sein mussten; daher gebe es Grund zur Annahme einer Manipulation der Aufnahmen – aber zu welchem Zweck und auf wessen Anweisung?[60]

## Folgen

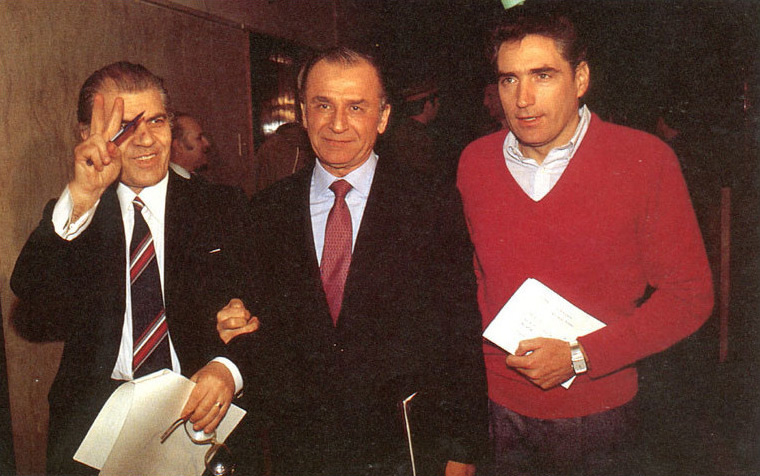
Dumitru Mazilu, Ion Iliescu und Petre Roman

Zeitleiste größerer Parteien in Rumänien nach 1989

Die neuen Machthaber öffneten als erstes Rumäniens geschlossene Grenzen, stoppten die Lebensmittelexporte, hoben die drückendsten Dekrete Ceaușescus (Abtreibungsverbot, Energiedekrete) auf und ließen die politischen Gefangenen und Arrestierten frei. Die grundlegenden Menschenrechte wurden gewährt, aus Namen und Flagge Rumäniens wurden die kommunistischen Bestandteile entfernt. Über Hintergründe und politische Konsequenzen entwickelte sich in Rumänien schnell eine heftige, oft demagogisch und polemisch geführte Diskussion.
Die „Rettungsfront“ regierte zunächst weiter per Dekret. Die Securitate wurde dem Befehl der Armee unterstellt, aber nicht aufgelöst. Diese Entscheidung der neuen Machthaber führte bei Teilnehmern des Aufstands zu viel Erbitterung und heftigen Protesten, die einige Monate später in der Besetzung des Bukarester Universitätsplatzes kulminierten. Auch änderte sich in Städten und Regionen, in denen es nicht zu Kämpfen gekommen war, zunächst nur wenig. Nach anfänglichem Zögern wurde die Gründung von Parteien erlaubt, zur Gründung einer Partei reichten ein Programm und 256 Unterschriften aus. Die Parteien der Zwischenkriegszeit rekonstituierten sich, daneben wurden bis zum Mai 1990 über 80 neue Parteien, oft mit wenigen Mitgliedern und ohne klares Programm, gebildet.
Es gab zahlreiche Neugründungen unabhängiger Printmedien, das Fernsehen wurde jedoch von den neuen Machthabern beherrscht, die damit vor allem in ländlichen Regionen die Meinungsbildung kontrollierten. Die Spannungen zwischen Rumänen und Ungarn, die während der Revolution überwunden worden waren, wuchsen wieder an. Im März 1990 kam es in Tîrgu Mureș zu schweren interethnischen Auseinandersetzungen mit mehreren Toten. Um die Rolle der Armee bei der Repression in Timișoara aufzuklären und die ehemaligen Politoffiziere zu entmachten, gründeten Armeeoffiziere ein Komitee zur Demokratisierung der Armee (CADA), das sich nach der Mineriade in Bukarest offiziell auflöste, aber weiterhin aktiv blieb. Der Patriarch der orthodoxen Kirche, Teoctist I., trat zwar wenige Tage nach der Revolution wegen seiner Kollaboration mit Ceaușescu zurück, wurde aber bereits im Frühjahr 1990 von der Synode wiedergewählt. Es bildete sich allerdings eine „Gruppe zur Reflexion über die Erneuerung der Kirche“.
Am 30. März 1990 wurde ein Gesetzesdekret zur Rehabilitierung von Personen, die seit dem 6. März 1945 politisch verfolgt worden waren, erlassen. Mit einem anderen Gesetzesdekret wurde das Vermögen der früheren kommunistischen Partei beschlagnahmt. Es handelte sich um Bargeld in Höhe von 1,2 Milliarden D-Mark und Sachwerte (Firmen, Schlösser, Flugzeuge, Yachten etc.) im Wert von über 10 Milliarden D-Mark.
Im März 1990 verabschiedeten Teile der Opposition die Proklamation von Timișoara. In ihrem Punkt 8 wurde gefordert, dass ehemalige Funktionäre der Rumänischen Kommunistischen Partei nicht für das Amt des Staatspräsidenten kandidieren dürften, was sich gegen Staatspräsident Iliescu richtete. Dies und die Annullierung des „Dekrets 473“, mit dem das Fernsehen der direkten Aufsicht Iliescus unterstellt wurde, war die Hauptforderung von Demonstranten, die im April 1990 den Bukarester Universitätsplatz besetzten. Iliescu, inzwischen zum Staatspräsidenten gewählt, ließ ihn zwei Monate später im Verlauf der Mineriade durch Bergarbeiter gewaltsam räumen, was zu heftigen nationalen und internationalen Protesten führte.
Am 20. Mai 1990 wurden ein Zweikammerparlament und der Staatspräsident gewählt. Bei der Wahl des Staatspräsidenten erhielt Ion Iliescu 85 Prozent der Stimmen, im Parlament kam die regierende „Front zur Nationalen Rettung“ in beiden Kammern auf 66 Prozent der Stimmen. Diese Wahlen wurden sowohl von rumänischen traditionellen Parteien als auch von westlichen Medien als undemokratisch kritisiert. Iliescu verblieb für mehr als ein Jahrzehnt eine zentrale Figur in der rumänischen Politik, zum dritten Mal wiedergewählt im Jahr 2000, nach einer Auszeit zwischen 1996 und 2000 (eine Amtsperiode). Die Zählebigkeit von Ceaușescus früherem Parteigenossen demonstriert die Ambiguität der Rumänischen Revolution; gilt sie doch als die blutigste der Revolutionen im Jahr 1989, und dennoch ersetzte sie nicht gänzlich das vorherige Regime.
Die Diskussion über den Verlauf und die Hintergründe der rumänischen Revolution reißt seit 1989 in Rumänien nicht mehr ab. Dabei stehen sich zwei Lager gegenüber: Die „Rettungsfront“ und ihre Anhänger betonen den spontanen Charakter des Aufstandes, während ihre Gegner eine oder mehrere Verschwörungen für letztendlich entscheidend für Ausbruch und Ergebnis der Revolution halten.
Der Hergang der Ereignisse ist heute weitgehend geklärt. Einig sind sich die Beurteilungen darin, dass der Umsturz ohne den Druck der revoltierenden Bevölkerung in dieser Form nicht möglich gewesen wäre.
Öffentliche Meinung
Das Center for Urban and Regional Sociology (CURS) veröffentlichte im November 2009 in der Zeitung Jurnalul Național folgende Umfrageergebnisse:
| Art des Umbruchs  | 1991, in Prozent | 1994, in Prozent | 1995, in Prozent |
| ----------------- | ---------------- | ---------------- | ---------------- |
| Revolution        | 46               | 51               | 50               |
| Internes Komplott | 31               | 30               | 30               |
| Externes Komplott | 23               | 16               | 24               |

Frage: Was hat im Dezember 1989 in Rumänien stattgefunden?
Antwort:
- 47 Prozent: Revolution
- 36 Prozent: Staatsstreich
- 3 Prozent: anderes
- 14 Prozent: Weiß nicht, keine Antwort

Frage: Wer war für die Ereignisse im Dezember 1989 verantwortlich?
Antwort:
- 34 Prozent: Ion Iliescu und andere Kräfte (interne oder externe)
- 19 Prozent: Externe Kräfte (USA, CIA, KGB, Russland, Gorbatschow)
- 12 Prozent: Interne Kräfte wie Armee oder Securitate
- 11 Prozent: Ehemalige Kommunisten, Zweites Glied, Umfeld Ceaușescus
- 3 Prozent: Interne und externe Kräfte
- 2 Prozent: Bevölkerung, Jugend
- 19 Prozent: Weiß nicht, keine Antwort

Frage: Wie soll Ceaușescu in den Geschichtsbüchern bewertet werden?
Antwort:
- 31 Prozent: Als eine Person, die mehr Gutes für Rumänien geleistet hat
- 13 Prozent: Als eine Person, die mehr Schlechtes für Rumänien geleistet hat
- 52 Prozent: Als eine Person, die Gutes wie Schlechtes in gleichem Ausmaß geleistet hat
- 1 Prozent: anders
- 3 Prozent: Weiß nicht, keine Antwort

## Aufarbeitung

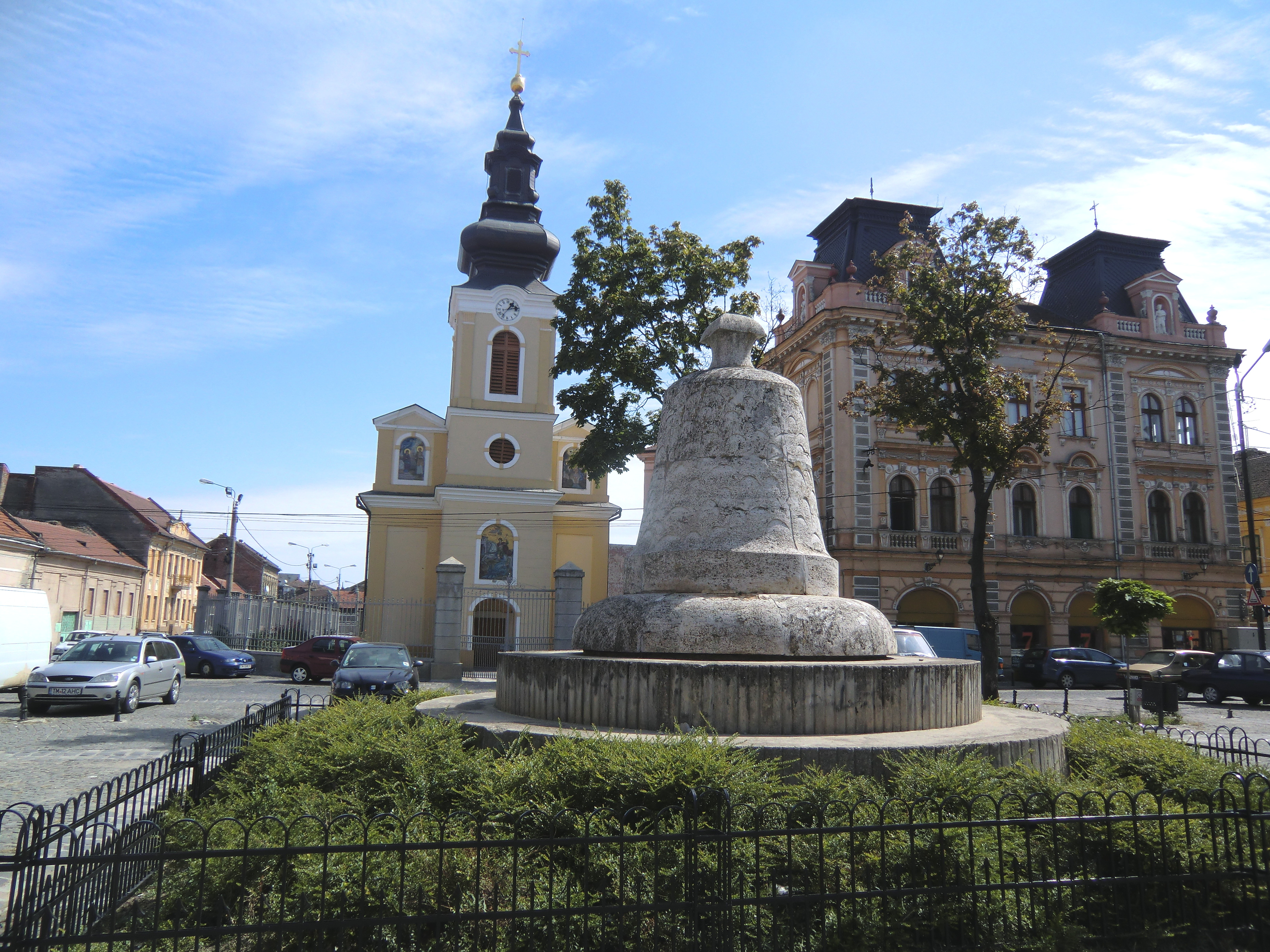
Freiheitsglocke auf dem Piața Traian

Zur wissenschaftlichen Erforschung und Aufarbeitung der Ereignisse der Revolution wurde am 26. April 1990 die Stiftung Memorialul Revoluției din Timișoara gegründet. Die Stiftung dokumentiert die Ereignisse der Revolution vom Dezember 1989 und informiert die Bevölkerung über die Forschungsergebnisse. Um die Ursachen und Zusammenhänge besser zu erkennen, widmet sich die Stiftung auch der Erforschung der kommunistischen Ära in Rumänien sowie der Zusammenhänge der rumänischen Revolution mit den Ereignissen von 1989 in Südosteuropa. Zu diesem Zweck werden Faltblätter, Zeitschriften, Bücher, Bildbände, Videofilme veröffentlicht. Die Stiftung organisiert Symposien, Konferenzen und Ausstellungen zum Thema Revolution und errichtete eine Gedenkstätte sowie mehrere Denkmäler zu Ehren der Helden der Revolution. Die Stiftung unterstützt Studenten und Schüler bei ihren Forschungsarbeiten zum Thema Revolution. Durch Dauerausstellungen und Videopräsentationen wird die Öffentlichkeitsarbeit zur Information über die Ergebnisse der Forschungsarbeiten vervollständigt.
Zur juristischen Aufarbeitung des Umsturzes gab es mehrere Anläufe. Zunächst wurden von 1990 bis 1994 unter der Präsidentschaft Iliescus mehrere ehemalige hohe KP-Funktionäre sowie Polizei- und Securitate-Beamte aufgrund ihrer Beteiligung an der Niederschlagung der Aufstände in Timișoara und Bukarest nach Art. 357 des damaligen rumänischen Strafrechts .wegen „Genozids“ angeklagt. Die in den ersten beiden Instanzen ausgesprochenen Urteile wurden aber später aufgehoben und in Anklagen wegen Beihilfe zu besonders schwerer Form des Totschlags umgewandelt. Insgesamt gab es 198 Anklagen, die Akten wurden aber längere Zeit nicht bearbeitet und statistische Angaben über die Zahl der Urteile fehlen. Nach dem Regierungswechsel im Jahr 1996 stand die Untersuchung der Rolle des Militärs im Vordergrund, so wurden die beiden Generäle Stănculescu und Chițac wegen ihrer Beteiligung an der Repression in Timișoara zu je 15 Jahren Haft verurteilt. Die Verfahren in diesen ersten beiden Phasen beschränkten sich aber auf die Tage vor Ceaușescus Flucht am 22. Dezember, in denen 162 Menschen ums Leben kamen. Die großen Kämpfe, in denen 942 Personen getötet wurden, begannen aber erst danach.
Ein im Jahr 2004 unternommener Versuch, Iliescu und andere hohe Funktionäre wegen der Tode nach der Machtübernahme am 22. Dezember anzuklagen, scheiterte am Einspruch des Verfassungsgerichts, das die Verbrechen im Jahr 2007 für verjährt erklärte. Seine Mitglieder waren überwiegend von Iliescu ernannt worden. 2016 wurde aber der neue Straftatbestand Verbrechen gegen die Menschlichkeit geschaffen (Art. 439 CP), der nicht mehr der Verjährung unterliegt. Daraufhin ermöglichte der Oberste Gerichtshof die Eröffnung von neuen Verfahren. Ferner kritisierte der Europäische Gerichtshof für Menschenrechte (ECMR) in mehreren Urteilen den Umgang der rumänischen Justiz mit den Ereignissen und verurteilte Rumänien zu Zahlung von Entschädigungen an Kläger, die durch die Kämpfe während des Umsturzes Angehörige verloren hatten. Im April 2019 wurde schließlich Anklage erhoben gegen Ion Iliescu, den ehemaligen Vizepremier Gelu Voican Voiculescu und den General der Luftwaffe Iosif Rus. Dieser soll einem Luftwaffenregiment befohlen haben, seine Abzeichen zu wechseln und durch die Verwirrung 48 Tote verursacht haben. Iliescu und Voiculescu wird vorgeworfen, mit Hilfe der Sicherheitsbehörden Falschinformationen verbreitet und dadurch eine Stimmung des Terrors erzeugt zu haben. Das Gerichtsverfahren begann im November 2019.
Künstlerisch verarbeitete Milo Rau die Thematik 2009/10 in seinem Theaterstück Die letzten Tage der Ceausescus in der Uraufführung im Teatrul Odeon in Bukarest, dann im Theater Hebbel am Ufer in Berlin.

## Sonstiges
Reaktionen in Deutschland

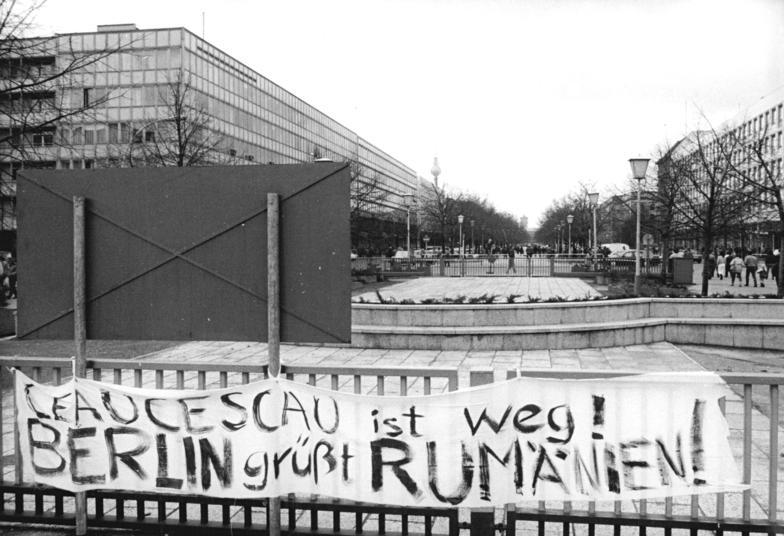
Am 23. Dezember 1989 in Berlin: Am neuen Grenzübergang Brandenburger Tor herrscht reger Betrieb, auf Transparenten solidarisieren sich die Berliner mit dem rumänischen Volk

Bereits am 15. November 1989 folgten in Berlin etwa 300 Bürger dem Aufruf des Bezirksbüros Berlin des Verbandes Bildender Künstler und demonstrierten für die „Rechte des rumänischen Volkes“. Anlässlich des zweiten Jahrestages einer gewaltsam aufgelösten Demonstration von Arbeitern in Brașov zogen sie von der Kirche in Pankow durch die Ossietzky-Straße zur Rumänischen Botschaft in der Parkstraße. Bereits am 20. November 1989 zogen in Berlin Hunderte Bürger in einem Schweigemarsch von der Hedwigskathedrale zum Alexanderplatz und solidarisierten sich mit dem rumänischen Volk.
Am 15. Dezember 1989 fand in Berlin eine Demonstration statt, die „Initiative Solidarität mit Rumänien“ des Neuen Forums hatte zu einer Demonstration gegen die Menschenrechtsverletzungen in der Sozialistischen Republik Rumänien vor der Botschaft in der Pankower Parkstraße aufgerufen. Mit einer Mahnwache vor dem Gebäude der rumänischen Botschaft in Berlin bekundeten am 20. Dezember vorwiegend junge Bürger ihre Solidarität mit den Völkern Rumäniens. Mit brennenden Kerzen und Transparenten setzten sie ihren am 18. Dezember begonnenen stummen Protest fort. Am 21. Dezember folgten Hunderte Bürger in Berlin einem Aufruf der „Initiativgruppe gegen Gewaltanwendung in Rumänien“ und protestierten vor der rumänischen Botschaft gegen den brutalen Einsatz von Militär und Sicherheitskräften. Sie forderten die Gewährleistung der elementarsten Menschenrechte für alle rumänischen Bürger.
Die Deutsche Bundesregierung erkannte die neue rumänische Übergangsregierung am 25. Dezember 1989 an und organisierte Flüge mit Hilfsgütern und Ärzten.

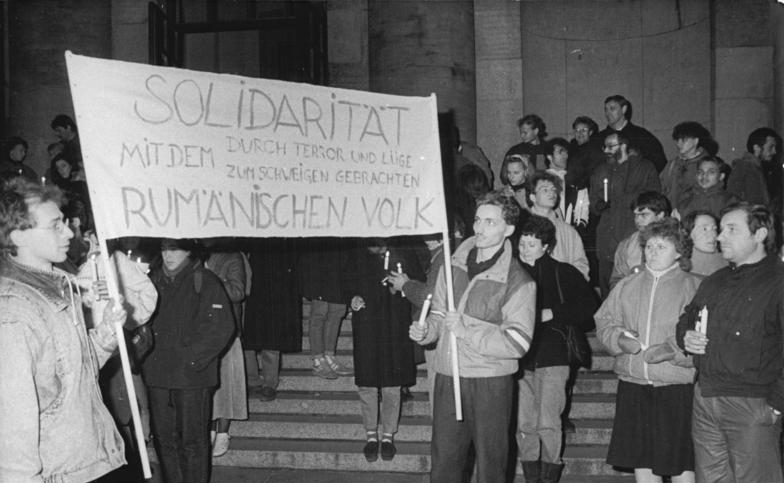
Schweigemarsch am 20. November 1989
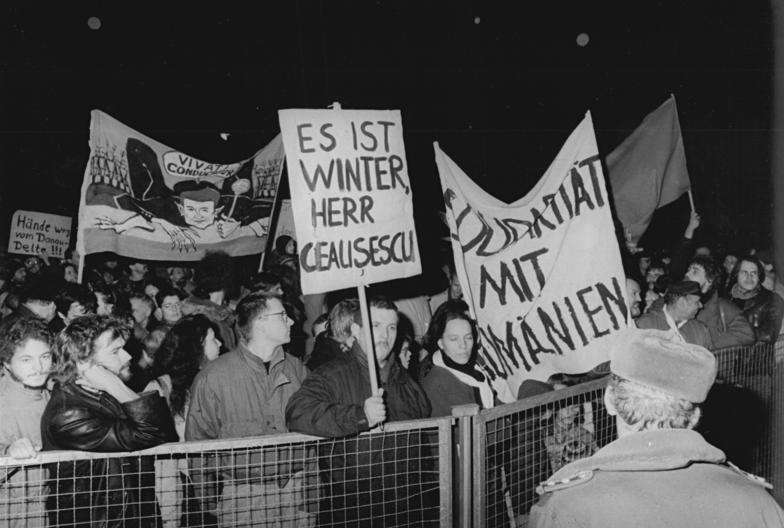
Demonstration des Neuen Forums, 15. Dezember 1989
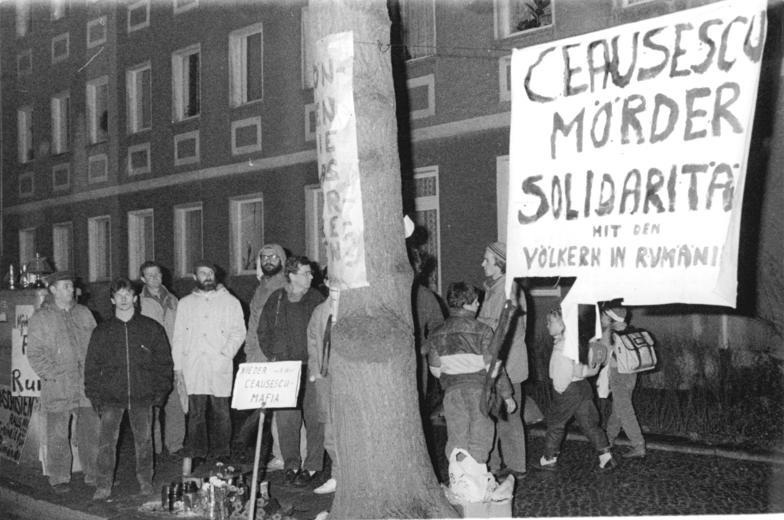
Mahnwache vor der rumänischen Botschaft, 20. Dezember 1989
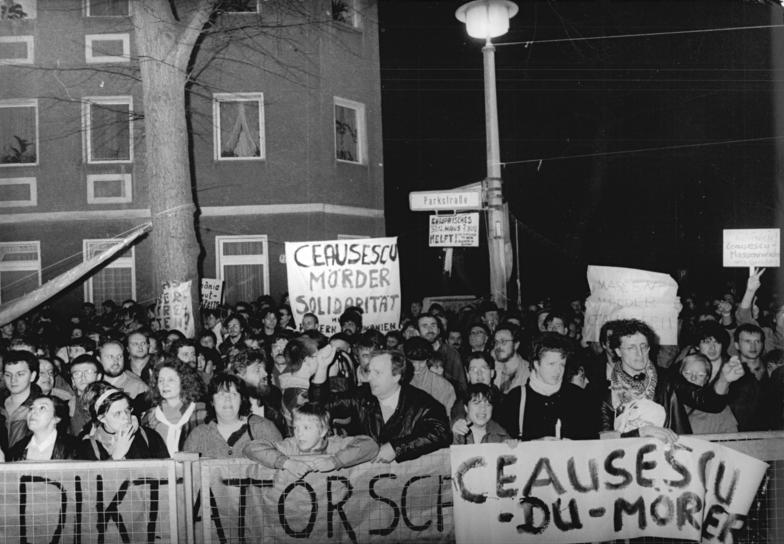
Demonstration von 21. Dezember 1989

## Film
- Susanne Brandstätter: Schachmatt – Strategie einer Revolution, 2003, 60 Minuten
- Robert Dornhelm: Requiem für Dominic, 1990
- Harun Farocki, Andrei Ujica: Videogramme einer Revolution, 1992[78]
- Die letzten Tage der Ceausescus. International Institute of Political Murder, 2010
- Radu Muntean: Hârtia va fi albastră, englisch Paper will be blue, deutsch Papier wird blau sein, 2006 (rumänisch mit englischen Untertiteln), 1:27, Rumänische Revolution 1989 bei IMDb
- Corneliu Porumboius: 12:08 östlich von Bukarest, rumänisch A fost sau n-a fost?, Film über das postrevolutionäre Rumänien, 2006 (rumänisch mit englischen Untertiteln)[79]